# 東京証券取引所グロース市場上場企業一覧
東京証券取引所グロース市場上場企業一覧（とうきょうしょうけんとりひきじょグロースしじょうじょうじょうきぎょういちらん）は、東京証券取引所グロース市場に上場している企業の一覧である。2025年5月26日時点での企業数は615社（外国会社を除く）。

## 一覧
| コード | 銘柄名                                     | 33業種区分           | 都道府県       | 設立 (創業) | 上場       | 公式ウェブサイト | 東証 | Y!ファイナンス | 日経 |
| ------ | ------------------------------------------ | -------------------- | -------------- | ----------- | ---------- | ---------------- | ---- | -------------- | ---- |
| 1401   | エムビーエス                               | 建設業               | 山口県         | 1993年01月  | 2005年04月 | 公式ウェブサイト | 東証 | Y!ファイナンス | 日経 |
| 1431   | Lib Work                                   | 建設業               | 熊本県         | 1997年08月  | 2015年08月 | 公式ウェブサイト | 東証 | Y!ファイナンス | 日経 |
| 1436   | グリーンエナジー&カンパニー                | 建設業               | 東京都         | 2009年04月  | 2016年03月 | 公式ウェブサイト | 東証 | Y!ファイナンス | 日経 |
| 1444   | ニッソウ                                   | 建設業               | 東京都         | 1988年09月  | 2018年02月 | 公式ウェブサイト | 東証 | Y!ファイナンス | 日経 |
| 1447   | SAAFホールディングス                       | 建設業               | 東京都         | 2018年10月  | 2018年10月 | 公式ウェブサイト | 東証 | Y!ファイナンス | 日経 |
| 2158   | FRONTEO                                    | サービス業           | 東京都         | 2003年08月  | 2007年06月 | 公式ウェブサイト | 東証 | Y!ファイナンス | 日経 |
| 2160   | ジーエヌアイグループ                       | 医薬品               | 東京都         | 2001年11月  | 2007年08月 | 公式ウェブサイト | 東証 | Y!ファイナンス | 日経 |
| 2164   | 地域新聞社                                 | サービス業           | 千葉県         | 1984年08月  | 2007年10月 | 公式ウェブサイト | 東証 | Y!ファイナンス | 日経 |
| 2173   | 博展                                       | サービス業           | 東京都         | 1970年03月  | 2008年02月 | 公式ウェブサイト | 東証 | Y!ファイナンス | 日経 |
| 2195   | アミタホールディングス                     | サービス業           | 京都府         | 2010年01月  | 2010年01月 | 公式ウェブサイト | 東証 | Y!ファイナンス | 日経 |
| 2321   | ソフトフロントホールディングス             | 情報・通信業         | 東京都         | 1997年04月  | 2002年09月 | 公式ウェブサイト | 東証 | Y!ファイナンス | 日経 |
| 2334   | イオレ                                     | サービス業           | 東京都         | 2001年04月  | 2017年12月 | 公式ウェブサイト | 東証 | Y!ファイナンス | 日経 |
| 2342   | トランスジェニックグループ                 | サービス業           | 福岡県         | 1998年04月  | 2002年12月 | 公式ウェブサイト | 東証 | Y!ファイナンス | 日経 |
| 2351   | ASJ                                        | 情報・通信業         | 埼玉県         | 1984年02月  | 2003年01月 | 公式ウェブサイト | 東証 | Y!ファイナンス | 日経 |
| 2370   | メディネット                               | サービス業           | 東京都         | 1995年10月  | 2003年10月 | 公式ウェブサイト | 東証 | Y!ファイナンス | 日経 |
| 2385   | 総医研ホールディングス                     | サービス業           | 大阪府         | 1994年07月  | 2003年12月 | 公式ウェブサイト | 東証 | Y!ファイナンス | 日経 |
| 2388   | ウェッジホールディングス                   | その他金融業         | 東京都         | 2001年10月  | 2004年01月 | 公式ウェブサイト | 東証 | Y!ファイナンス | 日経 |
| 2438   | アスカネット                               | サービス業           | 広島県         | 1995年07月  | 2005年04月 | 公式ウェブサイト | 東証 | Y!ファイナンス | 日経 |
| 2497   | ユナイテッド                               | サービス業           | 東京都         | 1998年02月  | 2006年08月 | 公式ウェブサイト | 東証 | Y!ファイナンス | 日経 |
| 2586   | フルッタフルッタ                           | 食料品               | 東京都         | 2002年11月  | 2014年12月 | 公式ウェブサイト | 東証 | Y!ファイナンス | 日経 |
| 2934   | ジェイフロンティア                         | 食料品               | 東京都         | 2008年06月  | 2021年08月 | 公式ウェブサイト | 東証 | Y!ファイナンス | 日経 |
| 2936   | ベースフード                               | 食料品               | 東京都         | 2016年04月  | 2022年11月 | 公式ウェブサイト | 東証 | Y!ファイナンス | 日経 |
| 2937   | サンクゼール                               | 食料品               | 長野県         | 1982年06月  | 2022年12月 | 公式ウェブサイト | 東証 | Y!ファイナンス | 日経 |
| 2978   | ツクルバ                                   | 不動産業             | 東京都         | 2011年08月  | 2019年07月 | 公式ウェブサイト | 東証 | Y!ファイナンス | 日経 |
| 2981   | ランディックス                             | 不動産業             | 東京都         | 2001年02月  | 2019年12月 | 公式ウェブサイト | 東証 | Y!ファイナンス | 日経 |
| 2983   | アールプランナー                           | 不動産業             | 愛知県         | 2003年10月  | 2021年02月 | 公式ウェブサイト | 東証 | Y!ファイナンス | 日経 |
| 2986   | LAホールディングス                         | 不動産業             | 東京都         | 2020年07月  | 2020年07月 | 公式ウェブサイト | 東証 | Y!ファイナンス | 日経 |
| 2997   | ストレージ王                               | 不動産業             | 千葉県         | 2010年04月  | 2022年04月 | 公式ウェブサイト | 東証 | Y!ファイナンス | 日経 |
| 2998   | クリアル                                   | 不動産業             | 東京都         | 2011年05月  | 2022年04月 | 公式ウェブサイト | 東証 | Y!ファイナンス | 日経 |
| 3042   | セキュアヴェイル                           | 情報・通信業         | 大阪府         | 2001年08月  | 2006年06月 | 公式ウェブサイト | 東証 | Y!ファイナンス | 日経 |
| 3063   | ジェイグループホールディングス             | 小売業               | 愛知県         | 1997年03月  | 2006年11月 | 公式ウェブサイト | 東証 | Y!ファイナンス | 日経 |
| 3070   | ジェリービーンズグループ                   | 卸売業               | 東京都         | 1976年06月  | 2007年02月 | 公式ウェブサイト | 東証 | Y!ファイナンス | 日経 |
| 3133   | 海帆                                       | 小売業               | 愛知県         | 2003年05月  | 2015年04月 | 公式ウェブサイト | 東証 | Y!ファイナンス | 日経 |
| 3137   | ファンデリー                               | 小売業               | 東京都         | 2000年09月  | 2015年06月 | 公式ウェブサイト | 東証 | Y!ファイナンス | 日経 |
| 3138   | 富士山マガジンサービス                     | 小売業               | 東京都         | 2002年07月  | 2015年07月 | 公式ウェブサイト | 東証 | Y!ファイナンス | 日経 |
| 3140   | BRUNO                                      | 卸売業               | 東京都         | 1995年11月  | 2008年07月 | 公式ウェブサイト | 東証 | Y!ファイナンス | 日経 |
| 3185   | 夢展望                                     | 小売業               | 大阪府         | 1998年05月  | 2013年07月 | 公式ウェブサイト | 東証 | Y!ファイナンス | 日経 |
| 3187   | ミラタップ                                 | 小売業               | 大阪府         | 1979年08月  | 2013年09月 | 公式ウェブサイト | 東証 | Y!ファイナンス | 日経 |
| 3195   | ジェネレーションパス                       | 小売業               | 東京都         | 2002年01月  | 2014年09月 | 公式ウェブサイト | 東証 | Y!ファイナンス | 日経 |
| 3224   | ゼネラル・オイスター                       | 小売業               | 東京都         | 2000年04月  | 2015年03月 | 公式ウェブサイト | 東証 | Y!ファイナンス | 日経 |
| 3237   | イントランス                               | 不動産業             | 東京都         | 1998年05月  | 2006年12月 | 公式ウェブサイト | 東証 | Y!ファイナンス | 日経 |
| 3261   | グランディーズ                             | 不動産業             | 大分県         | 2006年11月  | 2012年12月 | 公式ウェブサイト | 東証 | Y!ファイナンス | 日経 |
| 3300   | アンビションDXホールディングス             | 不動産業             | 東京都         | 2007年09月  | 2014年09月 | 公式ウェブサイト | 東証 | Y!ファイナンス | 日経 |
| 3359   | cotta                                      | 卸売業               | 大分県         | 1998年12月  | 2005年02月 | 公式ウェブサイト | 東証 | Y!ファイナンス | 日経 |
| 3416   | ピクスタ                                   | 小売業               | 東京都         | 2005年08月  | 2015年09月 | 公式ウェブサイト | 東証 | Y!ファイナンス | 日経 |
| 3418   | バルニバービ                               | 小売業               | 東京都         | 1991年09月  | 2015年10月 | 公式ウェブサイト | 東証 | Y!ファイナンス | 日経 |
| 3474   | G-FACTORY                                  | 不動産業             | 東京都         | 2003年05月  | 2016年09月 | 公式ウェブサイト | 東証 | Y!ファイナンス | 日経 |
| 3477   | フォーライフ                               | 不動産業             | 神奈川県       | 1996年07月  | 2016年12月 | 公式ウェブサイト | 東証 | Y!ファイナンス | 日経 |
| 3479   | ティーケーピー                             | 不動産業             | 東京都         | 2005年08月  | 2017年03月 | 公式ウェブサイト | 東証 | Y!ファイナンス | 日経 |
| 3491   | GA technologies                            | 不動産業             | 東京都         | 2013年03月  | 2018年07月 | 公式ウェブサイト | 東証 | Y!ファイナンス | 日経 |
| 3497   | LeTech                                     | 不動産業             | 大阪府         | 2000年09月  | 2018年10月 | 公式ウェブサイト | 東証 | Y!ファイナンス | 日経 |
| 3541   | 農業総合研究所                             | 卸売業               | 和歌山県       | 2007年10月  | 2016年06月 | 公式ウェブサイト | 東証 | Y!ファイナンス | 日経 |
| 3542   | ベガコーポレーション                       | 小売業               | 福岡県         | 2004年07月  | 2016年06月 | 公式ウェブサイト | 東証 | Y!ファイナンス | 日経 |
| 3550   | スタジオアタオ                             | 小売業               | 兵庫県         | 2005年02月  | 2016年11月 | 公式ウェブサイト | 東証 | Y!ファイナンス | 日経 |
| 3556   | リネットジャパングループ                   | 小売業               | 愛知県         | 2000年07月  | 2016年12月 | 公式ウェブサイト | 東証 | Y!ファイナンス | 日経 |
| 3557   | ユナイテッド&コレクティブ                  | 小売業               | 東京都         | 2000年07月  | 2017年02月 | 公式ウェブサイト | 東証 | Y!ファイナンス | 日経 |
| 3558   | ジェイドグループ                           | 小売業               | 東京都         | 2010年10月  | 2017年03月 | 公式ウェブサイト | 東証 | Y!ファイナンス | 日経 |
| 3566   | ユニフォームネクスト                       | 小売業               | 福井県         | 1994年04月  | 2017年07月 | 公式ウェブサイト | 東証 | Y!ファイナンス | 日経 |
| 3622   | ネットイヤーグループ                       | 情報・通信業         | 東京都         | 1999年07月  | 2008年03月 | 公式ウェブサイト | 東証 | Y!ファイナンス | 日経 |
| 3623   | ビリングシステム                           | 情報・通信業         | 東京都         | 2000年06月  | 2008年03月 | 公式ウェブサイト | 東証 | Y!ファイナンス | 日経 |
| 3624   | アクセルマーク                             | 情報・通信業         | 東京都         | 1994年03月  | 2008年03月 | 公式ウェブサイト | 東証 | Y!ファイナンス | 日経 |
| 3625   | テックファームホールディングス             | 情報・通信業         | 東京都         | 1991年08月  | 2008年03月 | 公式ウェブサイト | 東証 | Y!ファイナンス | 日経 |
| 3628   | データホライゾン                           | 情報・通信業         | 広島県         | 1982年03月  | 2008年09月 | 公式ウェブサイト | 東証 | Y!ファイナンス | 日経 |
| 3645   | メディカルネット                           | 情報・通信業         | 東京都         | 2001年06月  | 2010年12月 | 公式ウェブサイト | 東証 | Y!ファイナンス | 日経 |
| 3646   | 駅探                                       | 情報・通信業         | 東京都         | 2003年01月  | 2011年03月 | 公式ウェブサイト | 東証 | Y!ファイナンス | 日経 |
| 3652   | ディジタルメディアプロフェッショナル       | 情報・通信業         | 東京都         | 1998年07月  | 2011年06月 | 公式ウェブサイト | 東証 | Y!ファイナンス | 日経 |
| 3653   | モルフォ                                   | 情報・通信業         | 東京都         | 2004年05月  | 2011年07月 | 公式ウェブサイト | 東証 | Y!ファイナンス | 日経 |
| 3664   | モブキャストホールディングス               | 情報・通信業         | 東京都         | 2004年03月  | 2012年06月 | 公式ウェブサイト | 東証 | Y!ファイナンス | 日経 |
| 3671   | ソフトマックス                             | 情報・通信業         | 東京都         | 1974年01月  | 2013年03月 | 公式ウェブサイト | 東証 | Y!ファイナンス | 日経 |
| 3674   | オークファン                               | 情報・通信業         | 東京都         | 2007年06月  | 2013年04月 | 公式ウェブサイト | 東証 | Y!ファイナンス | 日経 |
| 3680   | ホットリンク                               | 情報・通信業         | 東京都         | 2000年06月  | 2013年12月 | 公式ウェブサイト | 東証 | Y!ファイナンス | 日経 |
| 3690   | イルグルム                                 | 情報・通信業         | 大阪府         | 2001年06月  | 2014年09月 | 公式ウェブサイト | 東証 | Y!ファイナンス | 日経 |
| 3691   | デジタルプラス                             | 情報・通信業         | 東京都         | 2005年07月  | 2014年09月 | 公式ウェブサイト | 東証 | Y!ファイナンス | 日経 |
| 3692   | FFRIセキュリティ                           | 情報・通信業         | 東京都         | 2007年07月  | 2014年09月 | 公式ウェブサイト | 東証 | Y!ファイナンス | 日経 |
| 3695   | GMOリサーチ&AI                             | 情報・通信業         | 東京都         | 2002年04月  | 2014年10月 | 公式ウェブサイト | 東証 | Y!ファイナンス | 日経 |
| 3698   | CRI・ミドルウェア                          | 情報・通信業         | 東京都         | 2001年08月  | 2014年11月 | 公式ウェブサイト | 東証 | Y!ファイナンス | 日経 |
| 3723   | 日本ファルコム                             | 情報・通信業         | 東京都         | 2001年11月  | 2003年12月 | 公式ウェブサイト | 東証 | Y!ファイナンス | 日経 |
| 3727   | アプリックス                               | 情報・通信業         | 東京都         | 1986年02月  | 2003年12月 | 公式ウェブサイト | 東証 | Y!ファイナンス | 日経 |
| 3773   | アドバンスト・メディア                     | 情報・通信業         | 東京都         | 1997年12月  | 2005年06月 | 公式ウェブサイト | 東証 | Y!ファイナンス | 日経 |
| 3777   | 環境フレンドリーホールディングス           | 情報・通信業         | 東京都         | 1995年07月  | 2005年09月 | 公式ウェブサイト | 東証 | Y!ファイナンス | 日経 |
| 3793   | ドリコム                                   | 情報・通信業         | 東京都         | 2001年11月  | 2006年02月 | 公式ウェブサイト | 東証 | Y!ファイナンス | 日経 |
| 3803   | イメージ情報開発                           | 情報・通信業         | 東京都         | 1975年10月  | 2006年04月 | 公式ウェブサイト | 東証 | Y!ファイナンス | 日経 |
| 3807   | フィスコ                                   | 情報・通信業         | 東京都         | 1995年05月  | 2006年06月 | 公式ウェブサイト | 東証 | Y!ファイナンス | 日経 |
| 3814   | アルファクス・フード・システム             | 情報・通信業         | 山口県         | 1993年12月  | 2006年09月 | 公式ウェブサイト | 東証 | Y!ファイナンス | 日経 |
| 3815   | メディア工房                               | 情報・通信業         | 東京都         | 1997年10月  | 2006年09月 | 公式ウェブサイト | 東証 | Y!ファイナンス | 日経 |
| 3900   | クラウドワークス                           | 情報・通信業         | 東京都         | 2011年11月  | 2014年12月 | 公式ウェブサイト | 東証 | Y!ファイナンス | 日経 |
| 3904   | カヤック                                   | 情報・通信業         | 神奈川県       | 2005年01月  | 2014年12月 | 公式ウェブサイト | 東証 | Y!ファイナンス | 日経 |
| 3905   | データセクション                           | 情報・通信業         | 東京都         | 2000年07月  | 2014年12月 | 公式ウェブサイト | 東証 | Y!ファイナンス | 日経 |
| 3907   | シリコンスタジオ                           | 情報・通信業         | 東京都         | 1999年11月  | 2015年02月 | 公式ウェブサイト | 東証 | Y!ファイナンス | 日経 |
| 3908   | コラボス                                   | 情報・通信業         | 東京都         | 2001年10月  | 2015年03月 | 公式ウェブサイト | 東証 | Y!ファイナンス | 日経 |
| 3911   | Aiming                                     | 情報・通信業         | 東京都         | 2011年05月  | 2015年03月 | 公式ウェブサイト | 東証 | Y!ファイナンス | 日経 |
| 3913   | GreenBee                                   | 情報・通信業         | 東京都         | 2007年03月  | 2015年03月 | 公式ウェブサイト | 東証 | Y!ファイナンス | 日経 |
| 3914   | JIG-SAW                                    | 情報・通信業         | 東京都         | 2001年11月  | 2015年04月 | 公式ウェブサイト | 東証 | Y!ファイナンス | 日経 |
| 3917   | アイリッジ                                 | 情報・通信業         | 東京都         | 2008年08月  | 2015年07月 | 公式ウェブサイト | 東証 | Y!ファイナンス | 日経 |
| 3927   | フーバーブレイン                           | 情報・通信業         | 東京都         | 2001年05月  | 2015年12月 | 公式ウェブサイト | 東証 | Y!ファイナンス | 日経 |
| 3929   | ソーシャルワイヤー                         | 情報・通信業         | 東京都         | 2006年09月  | 2015年12月 | 公式ウェブサイト | 東証 | Y!ファイナンス | 日経 |
| 3930   | はてな                                     | 情報・通信業         | 東京都         | 2001年07月  | 2016年02月 | 公式ウェブサイト | 東証 | Y!ファイナンス | 日経 |
| 3931   | バリューゴルフ                             | 情報・通信業         | 東京都         | 2004年02月  | 2016年03月 | 公式ウェブサイト | 東証 | Y!ファイナンス | 日経 |
| 3936   | グローバルウェイ                           | 情報・通信業         | 東京都         | 2004年10月  | 2016年04月 | 公式ウェブサイト | 東証 | Y!ファイナンス | 日経 |
| 3961   | シルバーエッグ・テクノロジー               | 情報・通信業         | 大阪府         | 1988年08月  | 2016年09月 | 公式ウェブサイト | 東証 | Y!ファイナンス | 日経 |
| 3967   | エルテス                                   | 情報・通信業         | 岩手県         | 2012年04月  | 2016年11月 | 公式ウェブサイト | 東証 | Y!ファイナンス | 日経 |
| 3970   | イノベーション                             | 情報・通信業         | 東京都         | 2000年12月  | 2016年12月 | 公式ウェブサイト | 東証 | Y!ファイナンス | 日経 |
| 3976   | シャノン                                   | 情報・通信業         | 東京都         | 2000年08月  | 2017年01月 | 公式ウェブサイト | 東証 | Y!ファイナンス | 日経 |
| 3979   | うるる                                     | 情報・通信業         | 東京都         | 2001年08月  | 2017年03月 | 公式ウェブサイト | 東証 | Y!ファイナンス | 日経 |
| 3986   | ビーブレイクシステムズ                     | 情報・通信業         | 東京都         | 2001年07月  | 2017年06月 | 公式ウェブサイト | 東証 | Y!ファイナンス | 日経 |
| 3987   | エコモット                                 | 情報・通信業         | 北海道         | 2007年02月  | 2017年06月 | 公式ウェブサイト | 東証 | Y!ファイナンス | 日経 |
| 3989   | シェアリングテクノロジー                   | 情報・通信業         | 愛知県         | 2006年11月  | 2017年08月 | 公式ウェブサイト | 東証 | Y!ファイナンス | 日経 |
| 3991   | ウォンテッドリー                           | 情報・通信業         | 東京都         | 2010年09月  | 2017年09月 | 公式ウェブサイト | 東証 | Y!ファイナンス | 日経 |
| 3998   | すららネット                               | 情報・通信業         | 東京都         | 2008年08月  | 2017年12月 | 公式ウェブサイト | 東証 | Y!ファイナンス | 日経 |
| 4011   | ヘッドウォータース                         | 情報・通信業         | 東京都         | 2005年11月  | 2020年09月 | 公式ウェブサイト | 東証 | Y!ファイナンス | 日経 |
| 4013   | 勤次郎                                     | 情報・通信業         | 東京都         | 1981年04月  | 2020年10月 | 公式ウェブサイト | 東証 | Y!ファイナンス | 日経 |
| 4014   | カラダノート                               | 情報・通信業         | 東京都         | 2008年12月  | 2020年10月 | 公式ウェブサイト | 東証 | Y!ファイナンス | 日経 |
| 4015   | ペイクラウドホールディングス               | 情報・通信業         | 東京都         | 2006年08月  | 2020年11月 | 公式ウェブサイト | 東証 | Y!ファイナンス | 日経 |
| 4017   | クリーマ                                   | 情報・通信業         | 東京都         | 2009年03月  | 2020年11月 | 公式ウェブサイト | 東証 | Y!ファイナンス | 日経 |
| 4019   | スタメン                                   | 情報・通信業         | 愛知県         | 2016年01月  | 2020年12月 | 公式ウェブサイト | 東証 | Y!ファイナンス | 日経 |
| 4020   | ビートレンド                               | 情報・通信業         | 東京都         | 2000年03月  | 2020年12月 | 公式ウェブサイト | 東証 | Y!ファイナンス | 日経 |
| 4052   | フィーチャ                                 | 情報・通信業         | 東京都         | 2005年08月  | 2020年06月 | 公式ウェブサイト | 東証 | Y!ファイナンス | 日経 |
| 4054   | 日本情報クリエイト                         | 情報・通信業         | 宮崎県         | 1994年08月  | 2020年07月 | 公式ウェブサイト | 東証 | Y!ファイナンス | 日経 |
| 4055   | ティアンドエスグループ                     | 情報・通信業         | 神奈川県       | 2016年11月  | 2020年08月 | 公式ウェブサイト | 東証 | Y!ファイナンス | 日経 |
| 4056   | ニューラルグループ                         | 情報・通信業         | 東京都         | 2018年01月  | 2020年08月 | 公式ウェブサイト | 東証 | Y!ファイナンス | 日経 |
| 4057   | インターファクトリー                       | 情報・通信業         | 東京都         | 2003年06月  | 2020年08月 | 公式ウェブサイト | 東証 | Y!ファイナンス | 日経 |
| 4058   | トヨクモ                                   | 情報・通信業         | 東京都         | 2010年08月  | 2020年09月 | 公式ウェブサイト | 東証 | Y!ファイナンス | 日経 |
| 4060   | rakumo                                     | 情報・通信業         | 東京都         | 2004年12月  | 2020年09月 | 公式ウェブサイト | 東証 | Y!ファイナンス | 日経 |
| 4068   | ベイシス                                   | 情報・通信業         | 東京都         | 2000年07月  | 2021年06月 | 公式ウェブサイト | 東証 | Y!ファイナンス | 日経 |
| 4069   | BlueMeme                                   | 情報・通信業         | 東京都         | 2006年12月  | 2021年06月 | 公式ウェブサイト | 東証 | Y!ファイナンス | 日経 |
| 4073   | ジィ・シィ企画                             | 情報・通信業         | 千葉県         | 1995年09月  | 2021年09月 | 公式ウェブサイト | 東証 | Y!ファイナンス | 日経 |
| 4074   | ラキール                                   | 情報・通信業         | 東京都         | 2017年10月  | 2021年07月 | 公式ウェブサイト | 東証 | Y!ファイナンス | 日経 |
| 4075   | ブレインズテクノロジー                     | 情報・通信業         | 東京都         | 2008年08月  | 2021年07月 | 公式ウェブサイト | 東証 | Y!ファイナンス | 日経 |
| 4076   | シイエヌエス                               | 情報・通信業         | 東京都         | 1985年07月  | 2021年08月 | 公式ウェブサイト | 東証 | Y!ファイナンス | 日経 |
| 4165   | プレイド                                   | 情報・通信業         | 東京都         | 2011年10月  | 2020年12月 | 公式ウェブサイト | 東証 | Y!ファイナンス | 日経 |
| 4166   | かっこ                                     | 情報・通信業         | 東京都         | 2011年01月  | 2020年12月 | 公式ウェブサイト | 東証 | Y!ファイナンス | 日経 |
| 4167   | ココペリ                                   | 情報・通信業         | 東京都         | 2007年06月  | 2020年12月 | 公式ウェブサイト | 東証 | Y!ファイナンス | 日経 |
| 4168   | ヤプリ                                     | 情報・通信業         | 東京都         | 2013年02月  | 2020年12月 | 公式ウェブサイト | 東証 | Y!ファイナンス | 日経 |
| 4169   | ENECHANGE                                  | 情報・通信業         | 東京都         | 2015年04月  | 2020年12月 | 公式ウェブサイト | 東証 | Y!ファイナンス | 日経 |
| 4170   | Kaizen Platform                            | 情報・通信業         | 東京都         | 2017年04月  | 2020年12月 | 公式ウェブサイト | 東証 | Y!ファイナンス | 日経 |
| 4175   | coly                                       | 情報・通信業         | 東京都         | 2014年02月  | 2021年02月 | 公式ウェブサイト | 東証 | Y!ファイナンス | 日経 |
| 4176   | ココナラ                                   | 情報・通信業         | 東京都         | 2012年01月  | 2021年03月 | 公式ウェブサイト | 東証 | Y!ファイナンス | 日経 |
| 4177   | i-plug                                     | 情報・通信業         | 大阪府         | 2012年04月  | 2021年03月 | 公式ウェブサイト | 東証 | Y!ファイナンス | 日経 |
| 4178   | Sharing Innovations                        | 情報・通信業         | 東京都         | 2008年06月  | 2021年03月 | 公式ウェブサイト | 東証 | Y!ファイナンス | 日経 |
| 4179   | ジーネクスト                               | 情報・通信業         | 東京都         | 2001年07月  | 2021年03月 | 公式ウェブサイト | 東証 | Y!ファイナンス | 日経 |
| 4192   | スパイダープラス                           | 情報・通信業         | 東京都         | 2000年02月  | 2021年03月 | 公式ウェブサイト | 東証 | Y!ファイナンス | 日経 |
| 4199   | ワンダープラネット                         | 情報・通信業         | 愛知県         | 2012年09月  | 2021年06月 | 公式ウェブサイト | 東証 | Y!ファイナンス | 日経 |
| 4240   | クラスターテクノロジー                     | 化学                 | 大阪府         | 1996年07月  | 2006年04月 | 公式ウェブサイト | 東証 | Y!ファイナンス | 日経 |
| 4255   | THECOO                                     | 情報・通信業         | 東京都         | 2014年01月  | 2021年12月 | 公式ウェブサイト | 東証 | Y!ファイナンス | 日経 |
| 4256   | サインド                                   | 情報・通信業         | 東京都         | 2011年10月  | 2021年12月 | 公式ウェブサイト | 東証 | Y!ファイナンス | 日経 |
| 4258   | 網屋                                       | 情報・通信業         | 東京都         | 1996年12月  | 2021年12月 | 公式ウェブサイト | 東証 | Y!ファイナンス | 日経 |
| 4259   | エクサウィザーズ                           | 情報・通信業         | 東京都         | 2016年02月  | 2021年12月 | 公式ウェブサイト | 東証 | Y!ファイナンス | 日経 |
| 4260   | ハイブリッドテクノロジーズ                 | 情報・通信業         | 東京都         | 2016年04月  | 2021年12月 | 公式ウェブサイト | 東証 | Y!ファイナンス | 日経 |
| 4261   | アジアクエスト                             | 情報・通信業         | 東京都         | 2012年04月  | 2021年12月 | 公式ウェブサイト | 東証 | Y!ファイナンス | 日経 |
| 4262   | ニフティライフスタイル                     | 情報・通信業         | 東京都         | 2018年02月  | 2021年12月 | 公式ウェブサイト | 東証 | Y!ファイナンス | 日経 |
| 4263   | サスメド                                   | 情報・通信業         | 東京都         | 2015年07月  | 2021年12月 | 公式ウェブサイト | 東証 | Y!ファイナンス | 日経 |
| 4264   | セキュア                                   | 情報・通信業         | 東京都         | 2002年10月  | 2021年12月 | 公式ウェブサイト | 東証 | Y!ファイナンス | 日経 |
| 4265   | Institution for a Global Society           | 情報・通信業         | 東京都         | 2010年05月  | 2021年12月 | 公式ウェブサイト | 東証 | Y!ファイナンス | 日経 |
| 4270   | BeeX                                       | 情報・通信業         | 東京都         | 2016年03月  | 2022年02月 | 公式ウェブサイト | 東証 | Y!ファイナンス | 日経 |
| 4308   | Jストリーム                                | 情報・通信業         | 東京都         | 1997年05月  | 2001年09月 | 公式ウェブサイト | 東証 | Y!ファイナンス | 日経 |
| 4316   | ビーマップ                                 | 情報・通信業         | 東京都         | 1998年09月  | 2001年10月 | 公式ウェブサイト | 東証 | Y!ファイナンス | 日経 |
| 4370   | モビルス                                   | 情報・通信業         | 東京都         | 2011年09月  | 2021年09月 | 公式ウェブサイト | 東証 | Y!ファイナンス | 日経 |
| 4371   | コアコンセプト・テクノロジー               | 情報・通信業         | 東京都         | 2009年09月  | 2021年09月 | 公式ウェブサイト | 東証 | Y!ファイナンス | 日経 |
| 4372   | ユミルリンク                               | 情報・通信業         | 東京都         | 1999年07月  | 2021年09月 | 公式ウェブサイト | 東証 | Y!ファイナンス | 日経 |
| 4374   | ROBOT PAYMENT                              | 情報・通信業         | 東京都         | 2000年10月  | 2021年09月 | 公式ウェブサイト | 東証 | Y!ファイナンス | 日経 |
| 4375   | セーフィー                                 | 情報・通信業         | 東京都         | 2014年10月  | 2021年09月 | 公式ウェブサイト | 東証 | Y!ファイナンス | 日経 |
| 4376   | くふうカンパニーホールディングス           | 情報・通信業         | 東京都         | 2021年10月  | 2021年10月 | 公式ウェブサイト | 東証 | Y!ファイナンス | 日経 |
| 4377   | ワンキャリア                               | 情報・通信業         | 東京都         | 2015年08月  | 2021年10月 | 公式ウェブサイト | 東証 | Y!ファイナンス | 日経 |
| 4378   | CINC                                       | 情報・通信業         | 東京都         | 2014年04月  | 2021年10月 | 公式ウェブサイト | 東証 | Y!ファイナンス | 日経 |
| 4379   | Photosynth                                 | 情報・通信業         | 東京都         | 2014年09月  | 2021年11月 | 公式ウェブサイト | 東証 | Y!ファイナンス | 日経 |
| 4380   | Mマート                                    | 情報・通信業         | 東京都         | 2000年02月  | 2018年02月 | 公式ウェブサイト | 東証 | Y!ファイナンス | 日経 |
| 4381   | ビープラッツ                               | 情報・通信業         | 東京都         | 2006年11月  | 2018年04月 | 公式ウェブサイト | 東証 | Y!ファイナンス | 日経 |
| 4387   | ZUU                                        | 情報・通信業         | 東京都         | 2013年04月  | 2018年06月 | 公式ウェブサイト | 東証 | Y!ファイナンス | 日経 |
| 4388   | エーアイ                                   | 情報・通信業         | 東京都         | 2003年04月  | 2018年06月 | 公式ウェブサイト | 東証 | Y!ファイナンス | 日経 |
| 4389   | プロパティデータバンク                     | 情報・通信業         | 東京都         | 2000年10月  | 2018年06月 | 公式ウェブサイト | 東証 | Y!ファイナンス | 日経 |
| 4391   | ロジザード                                 | 情報・通信業         | 東京都         | 2001年07月  | 2018年07月 | 公式ウェブサイト | 東証 | Y!ファイナンス | 日経 |
| 4393   | バンク・オブ・イノベーション               | 情報・通信業         | 東京都         | 2006年01月  | 2018年07月 | 公式ウェブサイト | 東証 | Y!ファイナンス | 日経 |
| 4394   | エクスモーション                           | 情報・通信業         | 東京都         | 2008年09月  | 2018年07月 | 公式ウェブサイト | 東証 | Y!ファイナンス | 日経 |
| 4395   | アクリート                                 | 情報・通信業         | 東京都         | 2014年05月  | 2018年07月 | 公式ウェブサイト | 東証 | Y!ファイナンス | 日経 |
| 4397   | チームスピリット                           | 情報・通信業         | 東京都         | 1996年11月  | 2018年08月 | 公式ウェブサイト | 東証 | Y!ファイナンス | 日経 |
| 4412   | サイエンスアーツ                           | 情報・通信業         | 東京都         | 2003年09月  | 2021年11月 | 公式ウェブサイト | 東証 | Y!ファイナンス | 日経 |
| 4414   | フレクト                                   | 情報・通信業         | 東京都         | 2005年08月  | 2021年12月 | 公式ウェブサイト | 東証 | Y!ファイナンス | 日経 |
| 4415   | ブロードエンタープライズ                   | 情報・通信業         | 大阪府         | 2000年12月  | 2021年12月 | 公式ウェブサイト | 東証 | Y!ファイナンス | 日経 |
| 4416   | True Data                                  | 情報・通信業         | 東京都         | 2000年10月  | 2021年12月 | 公式ウェブサイト | 東証 | Y!ファイナンス | 日経 |
| 4417   | グローバルセキュリティエキスパート         | 情報・通信業         | 東京都         | 1984年08月  | 2021年12月 | 公式ウェブサイト | 東証 | Y!ファイナンス | 日経 |
| 4418   | JDSC                                       | 情報・通信業         | 東京都         | 2018年07月  | 2021年12月 | 公式ウェブサイト | 東証 | Y!ファイナンス | 日経 |
| 4419   | Finatextホールディングス                   | 情報・通信業         | 東京都         | 2013年12月  | 2021年12月 | 公式ウェブサイト | 東証 | Y!ファイナンス | 日経 |
| 4422   | VALUENEX                                   | 情報・通信業         | 東京都         | 2006年08月  | 2018年10月 | 公式ウェブサイト | 東証 | Y!ファイナンス | 日経 |
| 4424   | Amazia                                     | 情報・通信業         | 東京都         | 2009年10月  | 2018年12月 | 公式ウェブサイト | 東証 | Y!ファイナンス | 日経 |
| 4425   | Kudan                                      | 情報・通信業         | 東京都         | 2014年11月  | 2018年12月 | 公式ウェブサイト | 東証 | Y!ファイナンス | 日経 |
| 4427   | EduLab                                     | 情報・通信業         | 東京都         | 2015年03月  | 2018年12月 | 公式ウェブサイト | 東証 | Y!ファイナンス | 日経 |
| 4428   | シノプス                                   | 情報・通信業         | 大阪府         | 1987年10月  | 2018年12月 | 公式ウェブサイト | 東証 | Y!ファイナンス | 日経 |
| 4429   | リックソフト                               | 情報・通信業         | 東京都         | 2005年01月  | 2019年02月 | 公式ウェブサイト | 東証 | Y!ファイナンス | 日経 |
| 4431   | スマレジ                                   | 情報・通信業         | 大阪府         | 2005年05月  | 2019年02月 | 公式ウェブサイト | 東証 | Y!ファイナンス | 日経 |
| 4436   | ミンカブ・ジ・インフォノイド               | 情報・通信業         | 東京都         | 2006年07月  | 2019年03月 | 公式ウェブサイト | 東証 | Y!ファイナンス | 日経 |
| 4437   | gooddaysホールディングス                   | 情報・通信業         | 東京都         | 2016年03月  | 2019年03月 | 公式ウェブサイト | 東証 | Y!ファイナンス | 日経 |
| 4438   | Welby                                      | 情報・通信業         | 東京都         | 2011年09月  | 2019年03月 | 公式ウェブサイト | 東証 | Y!ファイナンス | 日経 |
| 4442   | バルテス・ホールディングス                 | 情報・通信業         | 大阪府         | 2004年04月  | 2019年05月 | 公式ウェブサイト | 東証 | Y!ファイナンス | 日経 |
| 4444   | インフォネット                             | 情報・通信業         | 東京都         | 2002年10月  | 2019年06月 | 公式ウェブサイト | 東証 | Y!ファイナンス | 日経 |
| 4445   | リビン・テクノロジーズ                     | 情報・通信業         | 東京都         | 2004年01月  | 2019年06月 | 公式ウェブサイト | 東証 | Y!ファイナンス | 日経 |
| 4447   | ピー・ビーシステムズ                       | 情報・通信業         | 福岡県         | 1997年02月  | 2019年09月 | 公式ウェブサイト | 東証 | Y!ファイナンス | 日経 |
| 4448   | kubell                                     | 情報・通信業         | 東京都         | 2004年11月  | 2019年09月 | 公式ウェブサイト | 東証 | Y!ファイナンス | 日経 |
| 4450   | パワーソリューションズ                     | 情報・通信業         | 東京都         | 2002年01月  | 2019年10月 | 公式ウェブサイト | 東証 | Y!ファイナンス | 日経 |
| 4475   | HENNGE                                     | 情報・通信業         | 東京都         | 1996年11月  | 2019年10月 | 公式ウェブサイト | 東証 | Y!ファイナンス | 日経 |
| 4476   | AI CROSS                                   | 情報・通信業         | 東京都         | 2015年03月  | 2019年10月 | 公式ウェブサイト | 東証 | Y!ファイナンス | 日経 |
| 4477   | BASE                                       | 情報・通信業         | 東京都         | 2012年12月  | 2019年10月 | 公式ウェブサイト | 東証 | Y!ファイナンス | 日経 |
| 4478   | freee                                      | 情報・通信業         | 東京都         | 2012年07月  | 2019年12月 | 公式ウェブサイト | 東証 | Y!ファイナンス | 日経 |
| 4479   | マクアケ                                   | 情報・通信業         | 東京都         | 2013年05月  | 2019年12月 | 公式ウェブサイト | 東証 | Y!ファイナンス | 日経 |
| 4482   | ウィルズ                                   | 情報・通信業         | 東京都         | 2004年10月  | 2019年12月 | 公式ウェブサイト | 東証 | Y!ファイナンス | 日経 |
| 4484   | ランサーズ                                 | 情報・通信業         | 東京都         | 2008年04月  | 2019年12月 | 公式ウェブサイト | 東証 | Y!ファイナンス | 日経 |
| 4486   | ユナイトアンドグロウ                       | 情報・通信業         | 東京都         | 2005年02月  | 2019年12月 | 公式ウェブサイト | 東証 | Y!ファイナンス | 日経 |
| 4487   | スペースマーケット                         | 情報・通信業         | 東京都         | 2014年01月  | 2019年12月 | 公式ウェブサイト | 東証 | Y!ファイナンス | 日経 |
| 4488   | AI inside                                  | 情報・通信業         | 東京都         | 2015年08月  | 2019年12月 | 公式ウェブサイト | 東証 | Y!ファイナンス | 日経 |
| 4490   | ビザスク                                   | 情報・通信業         | 東京都         | 2012年03月  | 2020年03月 | 公式ウェブサイト | 東証 | Y!ファイナンス | 日経 |
| 4493   | サイバーセキュリティクラウド               | 情報・通信業         | 東京都         | 2010年08月  | 2020年03月 | 公式ウェブサイト | 東証 | Y!ファイナンス | 日経 |
| 4495   | アイキューブドシステムズ                   | 情報・通信業         | 福岡県         | 2001年09月  | 2020年07月 | 公式ウェブサイト | 東証 | Y!ファイナンス | 日経 |
| 4496   | コマースOneホールディングス                | 情報・通信業         | 東京都         | 2006年08月  | 2020年06月 | 公式ウェブサイト | 東証 | Y!ファイナンス | 日経 |
| 4498   | サイバートラスト                           | 情報・通信業         | 東京都         | 2000年06月  | 2021年04月 | 公式ウェブサイト | 東証 | Y!ファイナンス | 日経 |
| 4563   | アンジェス                                 | 医薬品               | 大阪府         | 1999年12月  | 2002年09月 | 公式ウェブサイト | 東証 | Y!ファイナンス | 日経 |
| 4564   | オンコセラピー・サイエンス                 | 医薬品               | 神奈川県       | 2001年04月  | 2003年12月 | 公式ウェブサイト | 東証 | Y!ファイナンス | 日経 |
| 4570   | 免疫生物研究所                             | 医薬品               | 群馬県         | 1982年09月  | 2007年03月 | 公式ウェブサイト | 東証 | Y!ファイナンス | 日経 |
| 4571   | NANO MRNA                                  | 医薬品               | 東京都         | 1996年06月  | 2008年03月 | 公式ウェブサイト | 東証 | Y!ファイナンス | 日経 |
| 4572   | カルナバイオサイエンス                     | 医薬品               | 兵庫県         | 2003年04月  | 2008年03月 | 公式ウェブサイト | 東証 | Y!ファイナンス | 日経 |
| 4575   | キャンバス                                 | 医薬品               | 静岡県         | 2000年01月  | 2009年09月 | 公式ウェブサイト | 東証 | Y!ファイナンス | 日経 |
| 4576   | デ・ウエスタン・セラピテクス研究所         | 医薬品               | 愛知県         | 1999年02月  | 2009年10月 | 公式ウェブサイト | 東証 | Y!ファイナンス | 日経 |
| 4579   | ラクオリア創薬                             | 医薬品               | 愛知県         | 2008年02月  | 2011年07月 | 公式ウェブサイト | 東証 | Y!ファイナンス | 日経 |
| 4582   | シンバイオ製薬                             | 医薬品               | 東京都         | 2005年03月  | 2011年10月 | 公式ウェブサイト | 東証 | Y!ファイナンス | 日経 |
| 4583   | カイオム・バイオサイエンス                 | 医薬品               | 東京都         | 2005年02月  | 2011年12月 | 公式ウェブサイト | 東証 | Y!ファイナンス | 日経 |
| 4584   | キッズウェル・バイオ                       | 医薬品               | 東京都         | 2001年03月  | 2012年11月 | 公式ウェブサイト | 東証 | Y!ファイナンス | 日経 |
| 4586   | メドレックス                               | 医薬品               | 香川県         | 2002年01月  | 2013年02月 | 公式ウェブサイト | 東証 | Y!ファイナンス | 日経 |
| 4588   | オンコリスバイオファーマ                   | 医薬品               | 東京都         | 2004年03月  | 2013年12月 | 公式ウェブサイト | 東証 | Y!ファイナンス | 日経 |
| 4591   | リボミック                                 | 医薬品               | 東京都         | 2003年08月  | 2014年09月 | 公式ウェブサイト | 東証 | Y!ファイナンス | 日経 |
| 4592   | サンバイオ                                 | 医薬品               | 東京都         | 2013年02月  | 2015年04月 | 公式ウェブサイト | 東証 | Y!ファイナンス | 日経 |
| 4593   | ヘリオス                                   | 医薬品               | 東京都         | 2011年02月  | 2015年06月 | 公式ウェブサイト | 東証 | Y!ファイナンス | 日経 |
| 4594   | ブライトパス・バイオ                       | 医薬品               | 東京都         | 2003年05月  | 2015年10月 | 公式ウェブサイト | 東証 | Y!ファイナンス | 日経 |
| 4596   | 窪田製薬ホールディングス                   | 医薬品               | 東京都         | 2015年12月  | 2016年12月 | 公式ウェブサイト | 東証 | Y!ファイナンス | 日経 |
| 4597   | ソレイジア・ファーマ                       | 医薬品               | 東京都         | 2007年01月  | 2017年03月 | 公式ウェブサイト | 東証 | Y!ファイナンス | 日経 |
| 4598   | Delta-Fly Pharma                           | 医薬品               | 徳島県         | 2010年12月  | 2018年10月 | 公式ウェブサイト | 東証 | Y!ファイナンス | 日経 |
| 4599   | ステムリム                                 | 医薬品               | 大阪府         | 2006年10月  | 2019年08月 | 公式ウェブサイト | 東証 | Y!ファイナンス | 日経 |
| 4772   | SM ENTERTAINMENT JAPAN                     | 情報・通信業         | 東京都         | 1971年12月  | 2000年07月 | 公式ウェブサイト | 東証 | Y!ファイナンス | 日経 |
| 4811   | ドリーム・アーツ                           | 情報・通信業         | 東京都         | 1996年12月  | 2023年10月 | 公式ウェブサイト | 東証 | Y!ファイナンス | 日経 |
| 4833   | Def consulting                             | サービス業           | 東京都         | 1987年08月  | 2001年03月 | 公式ウェブサイト | 東証 | Y!ファイナンス | 日経 |
| 4840   | トライアイズ                               | サービス業           | 東京都         | 1995年03月  | 2001年04月 | 公式ウェブサイト | 東証 | Y!ファイナンス | 日経 |
| 4881   | ファンペップ                               | 医薬品               | 東京都         | 2013年10月  | 2020年12月 | 公式ウェブサイト | 東証 | Y!ファイナンス | 日経 |
| 4882   | ペルセウスプロテオミクス                   | 医薬品               | 東京都         | 2001年02月  | 2021年06月 | 公式ウェブサイト | 東証 | Y!ファイナンス | 日経 |
| 4883   | モダリス                                   | 医薬品               | 東京都         | 2016年01月  | 2020年08月 | 公式ウェブサイト | 東証 | Y!ファイナンス | 日経 |
| 4884   | クリングルファーマ                         | 医薬品               | 大阪府         | 2001年12月  | 2020年12月 | 公式ウェブサイト | 東証 | Y!ファイナンス | 日経 |
| 4888   | ステラファーマ                             | 医薬品               | 大阪府         | 2007年06月  | 2021年04月 | 公式ウェブサイト | 東証 | Y!ファイナンス | 日経 |
| 4889   | レナサイエンス                             | 医薬品               | 東京都         | 2000年02月  | 2021年09月 | 公式ウェブサイト | 東証 | Y!ファイナンス | 日経 |
| 4890   | 坪田ラボ                                   | 医薬品               | 東京都         | 2012年05月  | 2022年06月 | 公式ウェブサイト | 東証 | Y!ファイナンス | 日経 |
| 4891   | ティムス                                   | 医薬品               | 東京都         | 2005年02月  | 2022年11月 | 公式ウェブサイト | 東証 | Y!ファイナンス | 日経 |
| 4892   | サイフューズ                               | 医薬品               | 東京都         | 2010年08月  | 2022年12月 | 公式ウェブサイト | 東証 | Y!ファイナンス | 日経 |
| 4893   | ノイルイミューン・バイオテック             | 医薬品               | 東京都         | 2015年04月  | 2023年06月 | 公式ウェブサイト | 東証 | Y!ファイナンス | 日経 |
| 4894   | クオリプス                                 | 医薬品               | 東京都         | 2017年03月  | 2023年06月 | 公式ウェブサイト | 東証 | Y!ファイナンス | 日経 |
| 4896   | ケイファーマ                               | 医薬品               | 東京都         | 2016年11月  | 2023年10月 | 公式ウェブサイト | 東証 | Y!ファイナンス | 日経 |
| 4934   | プレミアアンチエイジング                   | 化学                 | 東京都         | 2009年12月  | 2020年10月 | 公式ウェブサイト | 東証 | Y!ファイナンス | 日経 |
| 4937   | Waqoo                                      | 化学                 | 東京都         | 2005年12月  | 2021年06月 | 公式ウェブサイト | 東証 | Y!ファイナンス | 日経 |
| 4978   | リプロセル                                 | 化学                 | 神奈川県       | 2003年02月  | 2013年06月 | 公式ウェブサイト | 東証 | Y!ファイナンス | 日経 |
| 5025   | マーキュリーリアルテックイノベーター       | 情報・通信業         | 東京都         | 1991年05月  | 2022年02月 | 公式ウェブサイト | 東証 | Y!ファイナンス | 日経 |
| 5026   | トリプルアイズ                             | 情報・通信業         | 東京都         | 2008年09月  | 2022年05月 | 公式ウェブサイト | 東証 | Y!ファイナンス | 日経 |
| 5027   | AnyMind Group                              | 情報・通信業         | 東京都         | 2019年12月  | 2023年03月 | 公式ウェブサイト | 東証 | Y!ファイナンス | 日経 |
| 5028   | セカンドサイトアナリティカ                 | 情報・通信業         | 東京都         | 2016年06月  | 2022年04月 | 公式ウェブサイト | 東証 | Y!ファイナンス | 日経 |
| 5029   | サークレイス                               | 情報・通信業         | 東京都         | 2012年11月  | 2022年04月 | 公式ウェブサイト | 東証 | Y!ファイナンス | 日経 |
| 5031   | モイ                                       | 情報・通信業         | 東京都         | 2012年02月  | 2022年04月 | 公式ウェブサイト | 東証 | Y!ファイナンス | 日経 |
| 5033   | ヌーラボ                                   | 情報・通信業         | 福岡県         | 2004年03月  | 2022年06月 | 公式ウェブサイト | 東証 | Y!ファイナンス | 日経 |
| 5034   | unerry                                     | 情報・通信業         | 東京都         | 2015年08月  | 2022年07月 | 公式ウェブサイト | 東証 | Y!ファイナンス | 日経 |
| 5035   | HOUSEI                                     | 情報・通信業         | 東京都         | 1996年03月  | 2022年07月 | 公式ウェブサイト | 東証 | Y!ファイナンス | 日経 |
| 5038   | eWeLL                                      | 情報・通信業         | 大阪府         | 2012年06月  | 2022年09月 | 公式ウェブサイト | 東証 | Y!ファイナンス | 日経 |
| 5070   | ドラフト                                   | 建設業               | 東京都         | 2008年04月  | 2020年03月 | 公式ウェブサイト | 東証 | Y!ファイナンス | 日経 |
| 5125   | ファインズ                                 | 情報・通信業         | 東京都         | 2009年05月  | 2022年09月 | 公式ウェブサイト | 東証 | Y!ファイナンス | 日経 |
| 5126   | ポーターズ                                 | 情報・通信業         | 東京都         | 2001年08月  | 2022年09月 | 公式ウェブサイト | 東証 | Y!ファイナンス | 日経 |
| 5129   | FIXER                                      | 情報・通信業         | 東京都         | 2008年09月  | 2022年10月 | 公式ウェブサイト | 東証 | Y!ファイナンス | 日経 |
| 5131   | リンカーズ                                 | 情報・通信業         | 東京都         | 2011年09月  | 2022年10月 | 公式ウェブサイト | 東証 | Y!ファイナンス | 日経 |
| 5132   | pluszero                                   | 情報・通信業         | 東京都         | 2018年07月  | 2022年10月 | 公式ウェブサイト | 東証 | Y!ファイナンス | 日経 |
| 5134   | POPER                                      | 情報・通信業         | 東京都         | 2015年01月  | 2022年11月 | 公式ウェブサイト | 東証 | Y!ファイナンス | 日経 |
| 5136   | tripla                                     | 情報・通信業         | 東京都         | 2015年04月  | 2022年11月 | 公式ウェブサイト | 東証 | Y!ファイナンス | 日経 |
| 5137   | スマートドライブ                           | 情報・通信業         | 東京都         | 2013年10月  | 2022年12月 | 公式ウェブサイト | 東証 | Y!ファイナンス | 日経 |
| 5138   | Rebase                                     | 情報・通信業         | 東京都         | 2014年04月  | 2022年12月 | 公式ウェブサイト | 東証 | Y!ファイナンス | 日経 |
| 5139   | オープンワーク                             | 情報・通信業         | 東京都         | 2007年06月  | 2022年12月 | 公式ウェブサイト | 東証 | Y!ファイナンス | 日経 |
| 5240   | monoAI technology                          | 情報・通信業         | 兵庫県         | 2013年01月  | 2022年12月 | 公式ウェブサイト | 東証 | Y!ファイナンス | 日経 |
| 5242   | アイズ                                     | 情報・通信業         | 東京都         | 2007年02月  | 2022年12月 | 公式ウェブサイト | 東証 | Y!ファイナンス | 日経 |
| 5243   | note                                       | 情報・通信業         | 東京都         | 2011年12月  | 2022年12月 | 公式ウェブサイト | 東証 | Y!ファイナンス | 日経 |
| 5244   | Jig.jp                                     | 情報・通信業         | 福井県         | 2003年05月  | 2022年12月 | 公式ウェブサイト | 東証 | Y!ファイナンス | 日経 |
| 5246   | ELEMENTS                                   | 情報・通信業         | 東京都         | 2013年12月  | 2022年12月 | 公式ウェブサイト | 東証 | Y!ファイナンス | 日経 |
| 5247   | BTM                                        | 情報・通信業         | 東京都         | 2011年08月  | 2022年12月 | 公式ウェブサイト | 東証 | Y!ファイナンス | 日経 |
| 5248   | テクノロジーズ                             | 情報・通信業         | 東京都         | 2014年08月  | 2023年01月 | 公式ウェブサイト | 東証 | Y!ファイナンス | 日経 |
| 5252   | 日本ナレッジ                               | 情報・通信業         | 東京都         | 1985年10月  | 2023年03月 | 公式ウェブサイト | 東証 | Y!ファイナンス | 日経 |
| 5253   | カバー                                     | 情報・通信業         | 東京都         | 2016年06月  | 2023年03月 | 公式ウェブサイト | 東証 | Y!ファイナンス | 日経 |
| 5254   | Arent                                      | 情報・通信業         | 東京都         | 2012年07月  | 2023年03月 | 公式ウェブサイト | 東証 | Y!ファイナンス | 日経 |
| 5255   | モンスターラボ                             | 情報・通信業         | 東京都         | 2006年02月  | 2023年03月 | 公式ウェブサイト | 東証 | Y!ファイナンス | 日経 |
| 5256   | Fusic                                      | 情報・通信業         | 福岡県         | 2003年10月  | 2023年03月 | 公式ウェブサイト | 東証 | Y!ファイナンス | 日経 |
| 5258   | トランザクション・メディア・ネットワークス | 情報・通信業         | 東京都         | 2008年03月  | 2023年04月 | 公式ウェブサイト | 東証 | Y!ファイナンス | 日経 |
| 5259   | BBDイニシアティブ                          | 情報・通信業         | 東京都         | 2023年04月  | 2023年04月 | 公式ウェブサイト | 東証 | Y!ファイナンス | 日経 |
| 5527   | property technologies                      | 不動産業             | 東京都         | 2020年11月  | 2022年12月 | 公式ウェブサイト | 東証 | Y!ファイナンス | 日経 |
| 5532   | リアルゲイト                               | 不動産業             | 東京都         | 2009年08月  | 2023年06月 | 公式ウェブサイト | 東証 | Y!ファイナンス | 日経 |
| 5570   | ジェノバ                                   | 情報・通信業         | 東京都         | 1997年02月  | 2023年04月 | 公式ウェブサイト | 東証 | Y!ファイナンス | 日経 |
| 5572   | Ridge-i                                    | 情報・通信業         | 東京都         | 2016年07月  | 2023年04月 | 公式ウェブサイト | 東証 | Y!ファイナンス | 日経 |
| 5574   | ABEJA                                      | 情報・通信業         | 東京都         | 2012年09月  | 2023年06月 | 公式ウェブサイト | 東証 | Y!ファイナンス | 日経 |
| 5575   | Globee                                     | 情報・通信業         | 東京都         | 2014年06月  | 2023年06月 | 公式ウェブサイト | 東証 | Y!ファイナンス | 日経 |
| 5577   | アイデミー                                 | 情報・通信業         | 東京都         | 2014年06月  | 2023年06月 | 公式ウェブサイト | 東証 | Y!ファイナンス | 日経 |
| 5578   | ARアドバンストテクノロジ                   | 情報・通信業         | 東京都         | 2010年01月  | 2023年06月 | 公式ウェブサイト | 東証 | Y!ファイナンス | 日経 |
| 5580   | プロディライト                             | 情報・通信業         | 大阪府         | 2008年06月  | 2023年06月 | 公式ウェブサイト | 東証 | Y!ファイナンス | 日経 |
| 5582   | グリッド                                   | 情報・通信業         | 東京都         | 2009年10月  | 2023年07月 | 公式ウェブサイト | 東証 | Y!ファイナンス | 日経 |
| 5586   | Laboro.AI                                  | 情報・通信業         | 東京都         | 2016年04月  | 2023年07月 | 公式ウェブサイト | 東証 | Y!ファイナンス | 日経 |
| 5587   | インバウンドプラットフォーム               | 情報・通信業         | 東京都         | 2015年10月  | 2023年08月 | 公式ウェブサイト | 東証 | Y!ファイナンス | 日経 |
| 5588   | ファーストアカウンティング                 | 情報・通信業         | 東京都         | 2016年06月  | 2023年09月 | 公式ウェブサイト | 東証 | Y!ファイナンス | 日経 |
| 5590   | ネットスターズ                             | 情報・通信業         | 東京都         | 2009年02月  | 2023年09月 | 公式ウェブサイト | 東証 | Y!ファイナンス | 日経 |
| 5591   | AVILEN                                     | 情報・通信業         | 東京都         | 2018年08月  | 2023年09月 | 公式ウェブサイト | 東証 | Y!ファイナンス | 日経 |
| 5592   | くすりの窓口                               | 情報・通信業         | 東京都         | 2004年09月  | 2023年10月 | 公式ウェブサイト | 東証 | Y!ファイナンス | 日経 |
| 5595   | QPS研究所                                  | 情報・通信業         | 福岡県         | 2005年06月  | 2023年12月 | 公式ウェブサイト | 東証 | Y!ファイナンス | 日経 |
| 5596   | アウトルックコンサルティング               | 情報・通信業         | 東京都         | 2006年04月  | 2023年12月 | 公式ウェブサイト | 東証 | Y!ファイナンス | 日経 |
| 5597   | ブルーイノベーション                       | 情報・通信業         | 東京都         | 1999年06月  | 2023年12月 | 公式ウェブサイト | 東証 | Y!ファイナンス | 日経 |
| 5599   | S&J                                        | 情報・通信業         | 東京都         | 2008年11月  | 2023年12月 | 公式ウェブサイト | 東証 | Y!ファイナンス | 日経 |
| 5616   | 雨風太陽                                   | 情報・通信業         | 東京都         | 2015年02月  | 2023年12月 | 公式ウェブサイト | 東証 | Y!ファイナンス | 日経 |
| 5618   | ナイル                                     | 情報・通信業         | 東京都         | 2007年01月  | 2023年12月 | 公式ウェブサイト | 東証 | Y!ファイナンス | 日経 |
| 5619   | マーソ                                     | 情報・通信業         | 東京都         | 2015年02月  | 2023年12月 | 公式ウェブサイト | 東証 | Y!ファイナンス | 日経 |
| 5621   | ヒューマンテクノロジーズ                   | 情報・通信業         | 東京都         | 2011年12月  | 2023年12月 | 公式ウェブサイト | 東証 | Y!ファイナンス | 日経 |
| 5704   | JMC                                        | 非鉄金属             | 神奈川県       | 1992年12月  | 2016年11月 | 公式ウェブサイト | 東証 | Y!ファイナンス | 日経 |
| 5834   | SBIリーシングサービス                      | 証券、商品先物取引業 | 東京都         | 2017年04月  | 2022年10月 | 公式ウェブサイト | 東証 | Y!ファイナンス | 日経 |
| 5842   | インテグラル                               | 証券、商品先物取引業 | 東京都         | 2006年01月  | 2023年09月 | 公式ウェブサイト | 東証 | Y!ファイナンス | 日経 |
| 5858   | STG                                        | 非鉄金属             | 大阪府         | 1982年06月  | 2019年06月 | 公式ウェブサイト | 東証 | Y!ファイナンス | 日経 |
| 5867   | エスネットワークス                         | サービス業           | 東京都         | 1999年10月  | 2023年12月 | 公式ウェブサイト | 東証 | Y!ファイナンス | 日経 |
| 5870   | ナルネットコミュニケーションズ             | サービス業           | 愛知県         | 2019年07月  | 2023年12月 | 公式ウェブサイト | 東証 | Y!ファイナンス | 日経 |
| 5884   | クラダシ                                   | 小売業               | 東京都         | 2014年07月  | 2023年06月 | 公式ウェブサイト | 東証 | Y!ファイナンス | 日経 |
| 5888   | DAIWA CYCLE                                | 小売業               | 大阪府         | 1990年08月  | 2023年11月 | 公式ウェブサイト | 東証 | Y!ファイナンス | 日経 |
| 5892   | yutori                                     | 小売業               | 東京都         | 2018年04月  | 2023年12月 | 公式ウェブサイト | 東証 | Y!ファイナンス | 日経 |
| 6026   | GMO TECH                                   | サービス業           | 東京都         | 2006年12月  | 2014年12月 | 公式ウェブサイト | 東証 | Y!ファイナンス | 日経 |
| 6027   | 弁護士ドットコム                           | サービス業           | 東京都         | 2005年07月  | 2014年12月 | 公式ウェブサイト | 東証 | Y!ファイナンス | 日経 |
| 6030   | アドベンチャー                             | サービス業           | 東京都         | 2006年12月  | 2014年12月 | 公式ウェブサイト | 東証 | Y!ファイナンス | 日経 |
| 6031   | ZETA                                       | サービス業           | 東京都         | 2005年08月  | 2014年12月 | 公式ウェブサイト | 東証 | Y!ファイナンス | 日経 |
| 6033   | エクストリーム                             | サービス業           | 東京都         | 2005年05月  | 2014年12月 | 公式ウェブサイト | 東証 | Y!ファイナンス | 日経 |
| 6034   | MRT                                        | サービス業           | 東京都         | 2000年01月  | 2014年12月 | 公式ウェブサイト | 東証 | Y!ファイナンス | 日経 |
| 6038   | イード                                     | サービス業           | 東京都         | 2000年04月  | 2015年03月 | 公式ウェブサイト | 東証 | Y!ファイナンス | 日経 |
| 6039   | 日本動物高度医療センター                   | サービス業           | 神奈川県       | 2005年09月  | 2015年03月 | 公式ウェブサイト | 東証 | Y!ファイナンス | 日経 |
| 6040   | 日本スキー場開発                           | サービス業           | 長野県         | 2005年12月  | 2015年04月 | 公式ウェブサイト | 東証 | Y!ファイナンス | 日経 |
| 6045   | レントラックス                             | サービス業           | 東京都         | 2005年12月  | 2015年04月 | 公式ウェブサイト | 東証 | Y!ファイナンス | 日経 |
| 6046   | リンクバル                                 | サービス業           | 東京都         | 2011年12月  | 2015年04月 | 公式ウェブサイト | 東証 | Y!ファイナンス | 日経 |
| 6049   | イトクロ                                   | サービス業           | 東京都         | 2006年03月  | 2015年07月 | 公式ウェブサイト | 東証 | Y!ファイナンス | 日経 |
| 6069   | トレンダーズ                               | サービス業           | 東京都         | 2000年04月  | 2012年10月 | 公式ウェブサイト | 東証 | Y!ファイナンス | 日経 |
| 6072   | 地盤ネットホールディングス                 | サービス業           | 東京都         | 2008年06月  | 2012年12月 | 公式ウェブサイト | 東証 | Y!ファイナンス | 日経 |
| 6081   | アライドアーキテクツ                       | サービス業           | 東京都         | 2005年08月  | 2013年11月 | 公式ウェブサイト | 東証 | Y!ファイナンス | 日経 |
| 6085   | アーキテクツ・スタジオ・ジャパン           | サービス業           | 東京都         | 2007年11月  | 2013年12月 | 公式ウェブサイト | 東証 | Y!ファイナンス | 日経 |
| 6086   | シンメンテホールディングス                 | サービス業           | 東京都         | 1999年10月  | 2013年12月 | 公式ウェブサイト | 東証 | Y!ファイナンス | 日経 |
| 6094   | フリークアウト・ホールディングス           | サービス業           | 東京都         | 2010年10月  | 2014年06月 | 公式ウェブサイト | 東証 | Y!ファイナンス | 日経 |
| 6166   | 中村超硬                                   | 機械                 | 大阪府         | 1970年12月  | 2015年06月 | 公式ウェブサイト | 東証 | Y!ファイナンス | 日経 |
| 6173   | アクアライン                               | サービス業           | 広島県         | 1995年11月  | 2015年08月 | 公式ウェブサイト | 東証 | Y!ファイナンス | 日経 |
| 6176   | ブランジスタ                               | サービス業           | 東京都         | 2000年11月  | 2015年09月 | 公式ウェブサイト | 東証 | Y!ファイナンス | 日経 |
| 6177   | AppBank                                    | サービス業           | 東京都         | 2012年01月  | 2015年10月 | 公式ウェブサイト | 東証 | Y!ファイナンス | 日経 |
| 6180   | GMOメディア                                | サービス業           | 東京都         | 2000年10月  | 2015年10月 | 公式ウェブサイト | 東証 | Y!ファイナンス | 日経 |
| 6181   | タメニー                                   | サービス業           | 東京都         | 2006年09月  | 2015年10月 | 公式ウェブサイト | 東証 | Y!ファイナンス | 日経 |
| 6182   | メタリアル                                 | サービス業           | 東京都         | 2004年02月  | 2015年11月 | 公式ウェブサイト | 東証 | Y!ファイナンス | 日経 |
| 6190   | フェニックスバイオ                         | サービス業           | 広島県         | 2002年03月  | 2016年03月 | 公式ウェブサイト | 東証 | Y!ファイナンス | 日経 |
| 6193   | バーチャレクス・ホールディングス           | サービス業           | 東京都         | 1999年06月  | 2016年06月 | 公式ウェブサイト | 東証 | Y!ファイナンス | 日経 |
| 6195   | ホープ                                     | サービス業           | 福岡県         | 1993年10月  | 2016年06月 | 公式ウェブサイト | 東証 | Y!ファイナンス | 日経 |
| 6198   | キャリア                                   | サービス業           | 東京都         | 2009年04月  | 2016年06月 | 公式ウェブサイト | 東証 | Y!ファイナンス | 日経 |
| 6224   | JRC                                        | 機械                 | 大阪府         | 1991年03月  | 2023年08月 | 公式ウェブサイト | 東証 | Y!ファイナンス | 日経 |
| 6232   | ACSL                                       | 機械                 | 東京都         | 2013年11月  | 2018年12月 | 公式ウェブサイト | 東証 | Y!ファイナンス | 日経 |
| 6255   | エヌ・ピー・シー                           | 機械                 | 東京都         | 1992年12月  | 2007年06月 | 公式ウェブサイト | 東証 | Y!ファイナンス | 日経 |
| 6521   | オキサイド                                 | 電気機器             | 山梨県         | 2000年10月  | 2021年04月 | 公式ウェブサイト | 東証 | Y!ファイナンス | 日経 |
| 6522   | アスタリスク                               | 電気機器             | 大阪府         | 2006年09月  | 2021年09月 | 公式ウェブサイト | 東証 | Y!ファイナンス | 日経 |
| 6537   | WASHハウス                                 | サービス業           | 宮崎県         | 2001年11月  | 2016年11月 | 公式ウェブサイト | 東証 | Y!ファイナンス | 日経 |
| 6545   | インターネットインフィニティー             | サービス業           | 東京都         | 2001年05月  | 2017年03月 | 公式ウェブサイト | 東証 | Y!ファイナンス | 日経 |
| 6548   | 旅工房                                     | サービス業           | 東京都         | 1994年04月  | 2017年04月 | 公式ウェブサイト | 東証 | Y!ファイナンス | 日経 |
| 6554   | エスユーエス                               | サービス業           | 京都府         | 1999年09月  | 2017年09月 | 公式ウェブサイト | 東証 | Y!ファイナンス | 日経 |
| 6557   | AIAIグループ                               | サービス業           | 東京都         | 2015年11月  | 2019年12月 | 公式ウェブサイト | 東証 | Y!ファイナンス | 日経 |
| 6558   | クックビズ                                 | サービス業           | 大阪府         | 2007年12月  | 2017年11月 | 公式ウェブサイト | 東証 | Y!ファイナンス | 日経 |
| 6561   | HANATOUR JAPAN                             | サービス業           | 東京都         | 2005年09月  | 2017年12月 | 公式ウェブサイト | 東証 | Y!ファイナンス | 日経 |
| 6562   | ジーニー                                   | サービス業           | 東京都         | 2010年04月  | 2017年12月 | 公式ウェブサイト | 東証 | Y!ファイナンス | 日経 |
| 6563   | みらいワークス                             | サービス業           | 東京都         | 2012年03月  | 2017年12月 | 公式ウェブサイト | 東証 | Y!ファイナンス | 日経 |
| 6568   | 神戸天然物化学                             | サービス業           | 兵庫県         | 1985年01月  | 2018年03月 | 公式ウェブサイト | 東証 | Y!ファイナンス | 日経 |
| 6573   | アジャイルメディア・ネットワーク           | サービス業           | 東京都         | 2007年02月  | 2018年03月 | 公式ウェブサイト | 東証 | Y!ファイナンス | 日経 |
| 6574   | コンヴァノ                                 | サービス業           | 東京都         | 2013年07月  | 2018年04月 | 公式ウェブサイト | 東証 | Y!ファイナンス | 日経 |
| 6577   | ベストワンドットコム                       | サービス業           | 東京都         | 2005年09月  | 2018年04月 | 公式ウェブサイト | 東証 | Y!ファイナンス | 日経 |
| 6579   | ログリー                                   | サービス業           | 東京都         | 2006年05月  | 2018年06月 | 公式ウェブサイト | 東証 | Y!ファイナンス | 日経 |
| 6580   | ライトアップ                               | サービス業           | 東京都         | 2002年04月  | 2018年06月 | 公式ウェブサイト | 東証 | Y!ファイナンス | 日経 |
| 6597   | HPCシステムズ                              | 電気機器             | 東京都         | 2006年07月  | 2019年09月 | 公式ウェブサイト | 東証 | Y!ファイナンス | 日経 |
| 6612   | バルミューダ                               | 電気機器             | 東京都         | 2003年03月  | 2020年12月 | 公式ウェブサイト | 東証 | Y!ファイナンス | 日経 |
| 6613   | QDレーザ                                   | 電気機器             | 神奈川県       | 2006年04月  | 2021年02月 | 公式ウェブサイト | 東証 | Y!ファイナンス | 日経 |
| 6696   | トラース・オン・プロダクト                 | 電気機器             | 東京都         | 1995年01月  | 2017年08月 | 公式ウェブサイト | 東証 | Y!ファイナンス | 日経 |
| 7031   | インバウンドテック                         | サービス業           | 東京都         | 2015年04月  | 2020年12月 | 公式ウェブサイト | 東証 | Y!ファイナンス | 日経 |
| 7036   | イーエムネットジャパン                     | サービス業           | 東京都         | 2013年04月  | 2018年09月 | 公式ウェブサイト | 東証 | Y!ファイナンス | 日経 |
| 7039   | ブリッジインターナショナル                 | サービス業           | 東京都         | 2002年01月  | 2018年10月 | 公式ウェブサイト | 東証 | Y!ファイナンス | 日経 |
| 7041   | CRGホールディングス                        | サービス業           | 東京都         | 2013年10月  | 2018年10月 | 公式ウェブサイト | 東証 | Y!ファイナンス | 日経 |
| 7043   | アルー                                     | サービス業           | 東京都         | 2003年10月  | 2018年12月 | 公式ウェブサイト | 東証 | Y!ファイナンス | 日経 |
| 7046   | TDSE                                       | サービス業           | 東京都         | 2013年10月  | 2018年12月 | 公式ウェブサイト | 東証 | Y!ファイナンス | 日経 |
| 7047   | ポート                                     | サービス業           | 東京都         | 2011年04月  | 2018年12月 | 公式ウェブサイト | 東証 | Y!ファイナンス | 日経 |
| 7048   | ベルトラ                                   | サービス業           | 東京都         | 1991年11月  | 2018年12月 | 公式ウェブサイト | 東証 | Y!ファイナンス | 日経 |
| 7049   | 識学                                       | サービス業           | 東京都         | 2015年03月  | 2019年02月 | 公式ウェブサイト | 東証 | Y!ファイナンス | 日経 |
| 7050   | フロンティアインターナショナル             | サービス業           | 東京都         | 1990年06月  | 2019年02月 | 公式ウェブサイト | 東証 | Y!ファイナンス | 日経 |
| 7061   | 日本ホスピスホールディングス               | サービス業           | 東京都         | 2017年01月  | 2019年03月 | 公式ウェブサイト | 東証 | Y!ファイナンス | 日経 |
| 7062   | フレアス                                   | サービス業           | 東京都         | 2002年04月  | 2019年03月 | 公式ウェブサイト | 東証 | Y!ファイナンス | 日経 |
| 7063   | Birdman                                    | サービス業           | 東京都         | 2012年07月  | 2019年03月 | 公式ウェブサイト | 東証 | Y!ファイナンス | 日経 |
| 7064   | ハウテレビジョン                           | サービス業           | 東京都         | 2010年02月  | 2019年04月 | 公式ウェブサイト | 東証 | Y!ファイナンス | 日経 |
| 7066   | ピアズ                                     | サービス業           | 東京都         | 2002年06月  | 2019年06月 | 公式ウェブサイト | 東証 | Y!ファイナンス | 日経 |
| 7067   | ブランディングテクノロジー                 | サービス業           | 東京都         | 2001年08月  | 2019年06月 | 公式ウェブサイト | 東証 | Y!ファイナンス | 日経 |
| 7068   | フィードフォースグループ                   | サービス業           | 東京都         | 2006年03月  | 2019年07月 | 公式ウェブサイト | 東証 | Y!ファイナンス | 日経 |
| 7069   | サイバー・バズ                             | サービス業           | 東京都         | 2006年04月  | 2019年09月 | 公式ウェブサイト | 東証 | Y!ファイナンス | 日経 |
| 7072   | インティメート・マージャー                 | サービス業           | 東京都         | 2013年06月  | 2019年10月 | 公式ウェブサイト | 東証 | Y!ファイナンス | 日経 |
| 7073   | ジェイック                                 | サービス業           | 東京都         | 1991年03月  | 2019年10月 | 公式ウェブサイト | 東証 | Y!ファイナンス | 日経 |
| 7074   | トゥエンティーフォーセブン                 | サービス業           | 東京都         | 2007年12月  | 2019年11月 | 公式ウェブサイト | 東証 | Y!ファイナンス | 日経 |
| 7075   | QLSホールディングス                        | サービス業           | 大阪府         | 2019年02月  | 2019年11月 | 公式ウェブサイト | 東証 | Y!ファイナンス | 日経 |
| 7077   | ALiNKインターネット                        | サービス業           | 東京都         | 2013年03月  | 2019年12月 | 公式ウェブサイト | 東証 | Y!ファイナンス | 日経 |
| 7078   | INCLUSIVE                                  | サービス業           | 東京都         | 2007年04月  | 2019年12月 | 公式ウェブサイト | 東証 | Y!ファイナンス | 日経 |
| 7079   | WDBココ                                    | サービス業           | 東京都         | 1984年08月  | 2019年12月 | 公式ウェブサイト | 東証 | Y!ファイナンス | 日経 |
| 7080   | スポーツフィールド                         | サービス業           | 東京都         | 2010年01月  | 2019年12月 | 公式ウェブサイト | 東証 | Y!ファイナンス | 日経 |
| 7082   | ジモティー                                 | サービス業           | 東京都         | 2011年02月  | 2020年02月 | 公式ウェブサイト | 東証 | Y!ファイナンス | 日経 |
| 7083   | AHCグループ                                | サービス業           | 東京都         | 2010年01月  | 2020年02月 | 公式ウェブサイト | 東証 | Y!ファイナンス | 日経 |
| 7084   | Smile Holdings                             | サービス業           | 東京都         | 2018年04月  | 2020年03月 | 公式ウェブサイト | 東証 | Y!ファイナンス | 日経 |
| 7089   | フォースタートアップス                     | サービス業           | 東京都         | 2016年09月  | 2020年03月 | 公式ウェブサイト | 東証 | Y!ファイナンス | 日経 |
| 7090   | リグア                                     | サービス業           | 大阪府         | 2004年10月  | 2020年03月 | 公式ウェブサイト | 東証 | Y!ファイナンス | 日経 |
| 7091   | リビングプラットフォーム                   | サービス業           | 北海道         | 2011年06月  | 2020年03月 | 公式ウェブサイト | 東証 | Y!ファイナンス | 日経 |
| 7093   | アディッシュ                               | サービス業           | 東京都         | 2014年10月  | 2020年03月 | 公式ウェブサイト | 東証 | Y!ファイナンス | 日経 |
| 7094   | NexTone                                    | サービス業           | 東京都         | 2000年09月  | 2020年03月 | 公式ウェブサイト | 東証 | Y!ファイナンス | 日経 |
| 7096   | ステムセル研究所                           | サービス業           | 東京都         | 1999年08月  | 2021年06月 | 公式ウェブサイト | 東証 | Y!ファイナンス | 日経 |
| 7097   | さくらさくプラス                           | サービス業           | 東京都         | 2017年08月  | 2020年10月 | 公式ウェブサイト | 東証 | Y!ファイナンス | 日経 |
| 7110   | クラシコム                                 | 小売業               | 東京都         | 2006年09月  | 2022年08月 | 公式ウェブサイト | 東証 | Y!ファイナンス | 日経 |
| 7112   | キューブ                                   | 小売業               | 東京都         | 1994年12月  | 2022年10月 | 公式ウェブサイト | 東証 | Y!ファイナンス | 日経 |
| 7114   | フーディソン                               | 卸売業               | 東京都         | 2013年04月  | 2022年12月 | 公式ウェブサイト | 東証 | Y!ファイナンス | 日経 |
| 7119   | ハルメクホールディングス                   | 小売業               | 東京都         | 2020年07月  | 2023年03月 | 公式ウェブサイト | 東証 | Y!ファイナンス | 日経 |
| 7133   | HYUGA PRIMARY CARE                         | 小売業               | 福岡県         | 2007年11月  | 2021年12月 | 公式ウェブサイト | 東証 | Y!ファイナンス | 日経 |
| 7138   | TORICO                                     | 小売業               | 東京都         | 2005年07月  | 2022年03月 | 公式ウェブサイト | 東証 | Y!ファイナンス | 日経 |
| 7140   | ペットゴー                                 | 小売業               | 東京都         | 2004年11月  | 2022年04月 | 公式ウェブサイト | 東証 | Y!ファイナンス | 日経 |
| 7317   | 松屋アールアンドディ                       | 輸送用機器           | 福井県         | 1982年08月  | 2020年04月 | 公式ウェブサイト | 東証 | Y!ファイナンス | 日経 |
| 7318   | セレンディップ・ホールディングス           | 輸送用機器           | 愛知県         | 2006年08月  | 2021年06月 | 公式ウェブサイト | 東証 | Y!ファイナンス | 日経 |
| 7320   | Solvvy                                     | その他金融業         | 東京都         | 2009年03月  | 2018年03月 | 公式ウェブサイト | 東証 | Y!ファイナンス | 日経 |
| 7325   | アイリックコーポレーション                 | 保険業               | 東京都         | 1995年07月  | 2018年09月 | 公式ウェブサイト | 東証 | Y!ファイナンス | 日経 |
| 7326   | SBIインシュアランスグループ                | 保険業               | 東京都         | 2016年12月  | 2018年09月 | 公式ウェブサイト | 東証 | Y!ファイナンス | 日経 |
| 7343   | ブロードマインド                           | 保険業               | 東京都         | 2002年01月  | 2021年03月 | 公式ウェブサイト | 東証 | Y!ファイナンス | 日経 |
| 7345   | アイ・パートナーズフィナンシャル           | その他金融業         | 神奈川県       | 2006年02月  | 2021年06月 | 公式ウェブサイト | 東証 | Y!ファイナンス | 日経 |
| 7351   | グッドパッチ                               | サービス業           | 東京都         | 2011年09月  | 2020年06月 | 公式ウェブサイト | 東証 | Y!ファイナンス | 日経 |
| 7352   | TWOSTONE&Sons                              | サービス業           | 東京都         | 2013年10月  | 2020年07月 | 公式ウェブサイト | 東証 | Y!ファイナンス | 日経 |
| 7353   | KIYOラーニング                             | サービス業           | 東京都         | 2010年01月  | 2020年07月 | 公式ウェブサイト | 東証 | Y!ファイナンス | 日経 |
| 7356   | Retty                                      | サービス業           | 東京都         | 2010年11月  | 2020年10月 | 公式ウェブサイト | 東証 | Y!ファイナンス | 日経 |
| 7359   | 東京通信グループ                           | サービス業           | 東京都         | 2015年05月  | 2020年12月 | 公式ウェブサイト | 東証 | Y!ファイナンス | 日経 |
| 7360   | オンデック                                 | サービス業           | 大阪府         | 2007年12月  | 2020年12月 | 公式ウェブサイト | 東証 | Y!ファイナンス | 日経 |
| 7361   | ヒューマンクリエイションホールディングス   | サービス業           | 東京都         | 2016年10月  | 2021年03月 | 公式ウェブサイト | 東証 | Y!ファイナンス | 日経 |
| 7362   | T.S.I                                      | サービス業           | 京都府         | 2010年02月  | 2021年03月 | 公式ウェブサイト | 東証 | Y!ファイナンス | 日経 |
| 7363   | ベビーカレンダー                           | サービス業           | 東京都         | 1991年04月  | 2021年03月 | 公式ウェブサイト | 東証 | Y!ファイナンス | 日経 |
| 7369   | メイホーホールディングス                   | サービス業           | 岐阜県         | 2017年02月  | 2021年06月 | 公式ウェブサイト | 東証 | Y!ファイナンス | 日経 |
| 7370   | Enjin                                      | サービス業           | 東京都         | 2007年03月  | 2021年06月 | 公式ウェブサイト | 東証 | Y!ファイナンス | 日経 |
| 7371   | Zenken                                     | サービス業           | 東京都         | 1978年07月  | 2021年06月 | 公式ウェブサイト | 東証 | Y!ファイナンス | 日経 |
| 7372   | デコルテ・ホールディングス                 | サービス業           | 兵庫県         | 2016年12月  | 2021年06月 | 公式ウェブサイト | 東証 | Y!ファイナンス | 日経 |
| 7373   | アイドマ・ホールディングス                 | サービス業           | 東京都         | 2008年12月  | 2021年06月 | 公式ウェブサイト | 東証 | Y!ファイナンス | 日経 |
| 7374   | コンフィデンス・インターワークス           | サービス業           | 東京都         | 2014年08月  | 2021年06月 | 公式ウェブサイト | 東証 | Y!ファイナンス | 日経 |
| 7375   | リファインバースグループ                   | サービス業           | 東京都         | 2021年07月  | 2021年07月 | 公式ウェブサイト | 東証 | Y!ファイナンス | 日経 |
| 7376   | BCC                                        | サービス業           | 大阪府         | 2014年01月  | 2021年07月 | 公式ウェブサイト | 東証 | Y!ファイナンス | 日経 |
| 7378   | アシロ                                     | サービス業           | 東京都         | 2016年04月  | 2021年07月 | 公式ウェブサイト | 東証 | Y!ファイナンス | 日経 |
| 7379   | サーキュレーション                         | サービス業           | 東京都         | 2014年01月  | 2021年07月 | 公式ウェブサイト | 東証 | Y!ファイナンス | 日経 |
| 7409   | AeroEdge                                   | 輸送用機器           | 栃木県         | 2015年09月  | 2023年07月 | 公式ウェブサイト | 東証 | Y!ファイナンス | 日経 |
| 7674   | NATTY SWANKYホールディングス               | 小売業               | 東京都         | 2001年08月  | 2019年03月 | 公式ウェブサイト | 東証 | Y!ファイナンス | 日経 |
| 7685   | BuySell Technologies                       | 卸売業               | 東京都         | 2001年01月  | 2019年12月 | 公式ウェブサイト | 東証 | Y!ファイナンス | 日経 |
| 7687   | ミクリード                                 | 卸売業               | 東京都         | 2012年11月  | 2020年03月 | 公式ウェブサイト | 東証 | Y!ファイナンス | 日経 |
| 7689   | コパ・コーポレーション                     | 卸売業               | 東京都         | 1998年10月  | 2020年06月 | 公式ウェブサイト | 東証 | Y!ファイナンス | 日経 |
| 7694   | いつも                                     | 小売業               | 東京都         | 2007年02月  | 2020年12月 | 公式ウェブサイト | 東証 | Y!ファイナンス | 日経 |
| 7695   | 交換できるくん                             | 小売業               | 東京都         | 1998年11月  | 2020年12月 | 公式ウェブサイト | 東証 | Y!ファイナンス | 日経 |
| 7707   | プレシジョン・システム・サイエンス         | 精密機器             | 千葉県         | 1985年07月  | 2001年02月 | 公式ウェブサイト | 東証 | Y!ファイナンス | 日経 |
| 7774   | ジャパン・ティッシュエンジニアリング       | 精密機器             | 愛知県         | 1999年02月  | 2007年12月 | 公式ウェブサイト | 東証 | Y!ファイナンス | 日経 |
| 7776   | セルシード                                 | 精密機器             | 東京都         | 2001年05月  | 2010年03月 | 公式ウェブサイト | 東証 | Y!ファイナンス | 日経 |
| 7777   | スリー・ディー・マトリックス               | 精密機器             | 東京都         | 2009年02月  | 2011年10月 | 公式ウェブサイト | 東証 | Y!ファイナンス | 日経 |
| 7779   | CYBERDYNE                                  | 精密機器             | 茨城県         | 2004年06月  | 2014年03月 | 公式ウェブサイト | 東証 | Y!ファイナンス | 日経 |
| 7792   | コラントッテ                               | その他製品           | 大阪府         | 1997年10月  | 2021年07月 | 公式ウェブサイト | 東証 | Y!ファイナンス | 日経 |
| 7793   | イメージ・マジック                         | その他製品           | 東京都         | 1995年05月  | 2022年03月 | 公式ウェブサイト | 東証 | Y!ファイナンス | 日経 |
| 7794   | イーディーピー                             | その他製品           | 大阪府         | 2009年09月  | 2022年06月 | 公式ウェブサイト | 東証 | Y!ファイナンス | 日経 |
| 7803   | ブシロード                                 | その他製品           | 東京都         | 2007年05月  | 2019年07月 | 公式ウェブサイト | 東証 | Y!ファイナンス | 日経 |
| 7806   | MTG                                        | その他製品           | 愛知県         | 1996年01月  | 2018年07月 | 公式ウェブサイト | 東証 | Y!ファイナンス | 日経 |
| 8938   | グローム・ホールディングス                 | 不動産業             | 東京都         | 1992年07月  | 2005年03月 | 公式ウェブサイト | 東証 | Y!ファイナンス | 日経 |
| 9158   | シーユーシー                               | サービス業           | 東京都         | 2014年08月  | 2023年06月 | 公式ウェブサイト | 東証 | Y!ファイナンス | 日経 |
| 9159   | W TOKYO                                    | サービス業           | 東京都         | 2015年07月  | 2023年06月 | 公式ウェブサイト | 東証 | Y!ファイナンス | 日経 |
| 9162   | ブリーチ                                   | サービス業           | 東京都         | 2010年04月  | 2023年07月 | 公式ウェブサイト | 東証 | Y!ファイナンス | 日経 |
| 9163   | ナレルグループ                             | サービス業           | 東京都         | 2019年05月  | 2023年07月 | 公式ウェブサイト | 東証 | Y!ファイナンス | 日経 |
| 9164   | トライト                                   | サービス業           | 大阪府         | 2019年02月  | 2023年07月 | 公式ウェブサイト | 東証 | Y!ファイナンス | 日経 |
| 9165   | クオルテック                               | サービス業           | 大阪府         | 1993年01月  | 2023年07月 | 公式ウェブサイト | 東証 | Y!ファイナンス | 日経 |
| 9166   | GENDA                                      | サービス業           | 東京都         | 2018年05月  | 2023年07月 | 公式ウェブサイト | 東証 | Y!ファイナンス | 日経 |
| 9168   | ライズ・コンサルティング・グループ         | サービス業           | 東京都         | 2020年11月  | 2023年09月 | 公式ウェブサイト | 東証 | Y!ファイナンス | 日経 |
| 9204   | スカイマーク                               | 空運業               | 東京都         | 1996年11月  | 2022年12月 | 公式ウェブサイト | 東証 | Y!ファイナンス | 日経 |
| 9211   | エフ・コード                               | サービス業           | 東京都         | 2006年03月  | 2021年12月 | 公式ウェブサイト | 東証 | Y!ファイナンス | 日経 |
| 9212   | Green Earth Institute                      | サービス業           | 東京都         | 2011年09月  | 2021年12月 | 公式ウェブサイト | 東証 | Y!ファイナンス | 日経 |
| 9214   | Recovery International                     | サービス業           | 東京都         | 2018年07月  | 2022年02月 | 公式ウェブサイト | 東証 | Y!ファイナンス | 日経 |
| 9215   | CaSy                                       | サービス業           | 東京都         | 2014年01月  | 2022年02月 | 公式ウェブサイト | 東証 | Y!ファイナンス | 日経 |
| 9218   | メンタルヘルステクノロジーズ               | サービス業           | 東京都         | 2011年03月  | 2022年03月 | 公式ウェブサイト | 東証 | Y!ファイナンス | 日経 |
| 9219   | ギックス                                   | サービス業           | 東京都         | 2012年12月  | 2022年03月 | 公式ウェブサイト | 東証 | Y!ファイナンス | 日経 |
| 9223   | ASNOVA                                     | サービス業           | 愛知県         | 2013年12月  | 2022年04月 | 公式ウェブサイト | 東証 | Y!ファイナンス | 日経 |
| 9225   | ブリッジコンサルティンググループ           | サービス業           | 東京都         | 2011年10月  | 2022年05月 | 公式ウェブサイト | 東証 | Y!ファイナンス | 日経 |
| 9227   | マイクロ波化学                             | サービス業           | 大阪府         | 2007年08月  | 2022年06月 | 公式ウェブサイト | 東証 | Y!ファイナンス | 日経 |
| 9235   | 売れるネット広告社グループ                 | サービス業           | 福岡県         | 2010年01月  | 2023年10月 | 公式ウェブサイト | 東証 | Y!ファイナンス | 日経 |
| 9236   | ジャパンM&Aソリューション                  | サービス業           | 東京都         | 2019年11月  | 2023年10月 | 公式ウェブサイト | 東証 | Y!ファイナンス | 日経 |
| 9237   | 笑美面                                     | サービス業           | 大阪府         | 2010年09月  | 2023年10月 | 公式ウェブサイト | 東証 | Y!ファイナンス | 日経 |
| 9238   | バリュークリエーション                     | サービス業           | 東京都         | 2008年04月  | 2023年11月 | 公式ウェブサイト | 東証 | Y!ファイナンス | 日経 |
| 9240   | デリバリーコンサルティング                 | サービス業           | 東京都         | 2003年04月  | 2021年07月 | 公式ウェブサイト | 東証 | Y!ファイナンス | 日経 |
| 9241   | フューチャーリンクネットワーク             | サービス業           | 千葉県         | 2000年03月  | 2021年08月 | 公式ウェブサイト | 東証 | Y!ファイナンス | 日経 |
| 9242   | メディア総研                               | サービス業           | 福岡県         | 1993年03月  | 2021年09月 | 公式ウェブサイト | 東証 | Y!ファイナンス | 日経 |
| 9244   | デジタリフト                               | サービス業           | 東京都         | 2012年11月  | 2021年09月 | 公式ウェブサイト | 東証 | Y!ファイナンス | 日経 |
| 9245   | リベロ                                     | サービス業           | 東京都         | 2009年05月  | 2021年09月 | 公式ウェブサイト | 東証 | Y!ファイナンス | 日経 |
| 9246   | プロジェクトカンパニー                     | サービス業           | 東京都         | 2016年01月  | 2021年09月 | 公式ウェブサイト | 東証 | Y!ファイナンス | 日経 |
| 9250   | GRCS                                       | サービス業           | 東京都         | 2005年03月  | 2021年11月 | 公式ウェブサイト | 東証 | Y!ファイナンス | 日経 |
| 9251   | AB&Company                                 | サービス業           | 東京都         | 2018年02月  | 2021年11月 | 公式ウェブサイト | 東証 | Y!ファイナンス | 日経 |
| 9252   | ラストワンマイル                           | サービス業           | 東京都         | 2012年06月  | 2021年11月 | 公式ウェブサイト | 東証 | Y!ファイナンス | 日経 |
| 9253   | スローガン                                 | サービス業           | 東京都         | 2005年10月  | 2021年11月 | 公式ウェブサイト | 東証 | Y!ファイナンス | 日経 |
| 9254   | ラバブルマーケティンググループ             | サービス業           | 東京都         | 2014年07月  | 2021年12月 | 公式ウェブサイト | 東証 | Y!ファイナンス | 日経 |
| 9256   | サクシード                                 | サービス業           | 東京都         | 2004年04月  | 2021年12月 | 公式ウェブサイト | 東証 | Y!ファイナンス | 日経 |
| 9258   | CS-C                                       | サービス業           | 東京都         | 2011年10月  | 2021年12月 | 公式ウェブサイト | 東証 | Y!ファイナンス | 日経 |
| 9259   | タカヨシホールディングス                   | サービス業           | 千葉県         | 1970年12月  | 2021年12月 | 公式ウェブサイト | 東証 | Y!ファイナンス | 日経 |
| 9270   | バリュエンスホールディングス               | 卸売業               | 東京都         | 2011年12月  | 2018年03月 | 公式ウェブサイト | 東証 | Y!ファイナンス | 日経 |
| 9271   | 和心                                       | 小売業               | 東京都         | 2003年02月  | 2018年03月 | 公式ウェブサイト | 東証 | Y!ファイナンス | 日経 |
| 9272   | ブティックス                               | サービス業           | 東京都         | 2006年11月  | 2018年04月 | 公式ウェブサイト | 東証 | Y!ファイナンス | 日経 |
| 9326   | 関通                                       | 倉庫・運輸関連業     | 大阪府         | 1986年04月  | 2020年03月 | 公式ウェブサイト | 東証 | Y!ファイナンス | 日経 |
| 9330   | 揚羽                                       | サービス業           | 東京都         | 2001年08月  | 2023年09月 | 公式ウェブサイト | 東証 | Y!ファイナンス | 日経 |
| 9331   | キャスター                                 | サービス業           | 宮崎県         | 2014年09月  | 2023年10月 | 公式ウェブサイト | 東証 | Y!ファイナンス | 日経 |
| 9337   | トリドリ                                   | サービス業           | 東京都         | 2016年06月  | 2022年12月 | 公式ウェブサイト | 東証 | Y!ファイナンス | 日経 |
| 9338   | INFORICH                                   | サービス業           | 東京都         | 2015年09月  | 2022年12月 | 公式ウェブサイト | 東証 | Y!ファイナンス | 日経 |
| 9342   | スマサポ                                   | サービス業           | 東京都         | 2012年04月  | 2022年12月 | 公式ウェブサイト | 東証 | Y!ファイナンス | 日経 |
| 9343   | アイビス                                   | サービス業           | 愛知県         | 2000年05月  | 2023年03月 | 公式ウェブサイト | 東証 | Y!ファイナンス | 日経 |
| 9344   | アクシスコンサルティング                   | サービス業           | 東京都         | 2002年04月  | 2023年03月 | 公式ウェブサイト | 東証 | Y!ファイナンス | 日経 |
| 9345   | ビズメイツ                                 | サービス業           | 東京都         | 2012年07月  | 2023年03月 | 公式ウェブサイト | 東証 | Y!ファイナンス | 日経 |
| 9346   | ココルポート                               | サービス業           | 神奈川県       | 2012年01月  | 2023年03月 | 公式ウェブサイト | 東証 | Y!ファイナンス | 日経 |
| 9348   | ispace                                     | サービス業           | 東京都         | 2010年09月  | 2023年04月 | 公式ウェブサイト | 東証 | Y!ファイナンス | 日経 |
| 9467   | アルファポリス                             | 情報・通信業         | 東京都         | 2000年08月  | 2014年10月 | 公式ウェブサイト | 東証 | Y!ファイナンス | 日経 |
| 9553   | マイクロアド                               | サービス業           | 東京都         | 2007年07月  | 2022年06月 | 公式ウェブサイト | 東証 | Y!ファイナンス | 日経 |
| 9554   | AViC                                       | サービス業           | 東京都         | 2013年07月  | 2022年06月 | 公式ウェブサイト | 東証 | Y!ファイナンス | 日経 |
| 9556   | INTLOOP                                    | サービス業           | 東京都         | 2005年02月  | 2022年07月 | 公式ウェブサイト | 東証 | Y!ファイナンス | 日経 |
| 9557   | エアークローゼット                         | サービス業           | 東京都         | 2014年07月  | 2022年07月 | 公式ウェブサイト | 東証 | Y!ファイナンス | 日経 |
| 9558   | ジャパニアス                               | サービス業           | 神奈川県       | 1999年12月  | 2022年09月 | 公式ウェブサイト | 東証 | Y!ファイナンス | 日経 |
| 9560   | プログリット                               | サービス業           | 東京都         | 2016年09月  | 2022年09月 | 公式ウェブサイト | 東証 | Y!ファイナンス | 日経 |
| 9561   | グラッドキューブ                           | サービス業           | 大阪府         | 2007年01月  | 2022年09月 | 公式ウェブサイト | 東証 | Y!ファイナンス | 日経 |
| 9562   | ビジネスコーチ                             | サービス業           | 東京都         | 2005年04月  | 2022年10月 | 公式ウェブサイト | 東証 | Y!ファイナンス | 日経 |
| 9563   | Atlas Technologies                         | サービス業           | 東京都         | 2018年01月  | 2022年10月 | 公式ウェブサイト | 東証 | Y!ファイナンス | 日経 |
| 9565   | GLOE                                       | サービス業           | 東京都         | 2015年11月  | 2022年11月 | 公式ウェブサイト | 東証 | Y!ファイナンス | 日経 |
| 130A   | Veritas In Silico                          | 医薬品               | 東京都         | 2016年11月  | 2024年02月 | 公式ウェブサイト | 東証 | Y!ファイナンス | 日経 |
| 135A   | VRAIN Solution                             | 情報・通信業         | 東京都         | 2020年03月  | 2024年02月 | 公式ウェブサイト | 東証 | Y!ファイナンス | 日経 |
| 137A   | Cocolive                                   | 情報・通信業         | 東京都         | 2017年01月  | 2024年02月 | 公式ウェブサイト | 東証 | Y!ファイナンス | 日経 |
| 138A   | 光フードサービス                           | 小売業               | 愛知県         | 2009年12月  | 2024年02月 | 公式ウェブサイト | 東証 | Y!ファイナンス | 日経 |
| 141A   | トライアルホールディングス                 | 小売業               | 福岡県         | 2015年09月  | 2024年03月 | 公式ウェブサイト | 東証 | Y!ファイナンス | 日経 |
| 142A   | ジンジブ                                   | サービス業           | 大阪府         | 2015年03月  | 2024年03月 | 公式ウェブサイト | 東証 | Y!ファイナンス | 日経 |
| 143A   | イシン                                     | サービス業           | 東京都         | 2005年04月  | 2024年03月 | 公式ウェブサイト | 東証 | Y!ファイナンス | 日経 |
| 145A   | L is B                                     | 情報・通信業         | 東京都         | 2010年09月  | 2024年03月 | 公式ウェブサイト | 東証 | Y!ファイナンス | 日経 |
| 147A   | ソラコム                                   | 情報・通信業         | 東京都         | 2014年03月  | 2024年03月 | 公式ウェブサイト | 東証 | Y!ファイナンス | 日経 |
| 148A   | ハッチ・ワーク                             | 情報・通信業         | 東京都         | 2000年09月  | 2024年03月 | 公式ウェブサイト | 東証 | Y!ファイナンス | 日経 |
| 149A   | シンカ                                     | 情報・通信業         | 東京都         | 2014年01月  | 2024年03月 | 公式ウェブサイト | 東証 | Y!ファイナンス | 日経 |
| 150A   | JSH                                        | サービス業           | 東京都         | 2016年04月  | 2024年03月 | 公式ウェブサイト | 東証 | Y!ファイナンス | 日経 |
| 151A   | ダイブ                                     | サービス業           | 東京都         | 2002年03月  | 2024年03月 | 公式ウェブサイト | 東証 | Y!ファイナンス | 日経 |
| 153A   | カウリス                                   | 情報・通信業         | 東京都         | 2015年12月  | 2024年03月 | 公式ウェブサイト | 東証 | Y!ファイナンス | 日経 |
| 155A   | 情報戦略テクノロジー                       | 情報・通信業         | 東京都         | 2004年03月  | 2024年03月 | 公式ウェブサイト | 東証 | Y!ファイナンス | 日経 |
| 156A   | マテリアルグループ                         | サービス業           | 東京都         | 2014年08月  | 2024年03月 | 公式ウェブサイト | 東証 | Y!ファイナンス | 日経 |
| 157A   | グリーンモンスター                         | サービス業           | 東京都         | 2013年07月  | 2024年03月 | 公式ウェブサイト | 東証 | Y!ファイナンス | 日経 |
| 165A   | SBIレオスひふみ                            | 証券、商品先物取引業 | 東京都         | 2024年04月  | 2024年04月 | 公式ウェブサイト | 東証 | Y!ファイナンス | 日経 |
| 166A   | タスキホールディングス                     | 不動産業             | 東京都         | 2024年04月  | 2024年04月 | 公式ウェブサイト | 東証 | Y!ファイナンス | 日経 |
| 168A   | イタミアート                               | その他製品           | 岡山県         | 1999年02月  | 2024年04月 | 公式ウェブサイト | 東証 | Y!ファイナンス | 日経 |
| 173A   | ハンモック                                 | 情報・通信業         | 東京都         | 1994年04月  | 2024年04月 | 公式ウェブサイト | 東証 | Y!ファイナンス | 日経 |
| 175A   | Will Smart                                 | 情報・通信業         | 東京都         | 2012年12月  | 2024年04月 | 公式ウェブサイト | 東証 | Y!ファイナンス | 日経 |
| 176A   | レジル                                     | 電気・ガス業         | 東京都         | 1994年11月  | 2024年04月 | 公式ウェブサイト | 東証 | Y!ファイナンス | 日経 |
| 177A   | コージンバイオ                             | 化学                 | 埼玉県         | 1981年04月  | 2024年04月 | 公式ウェブサイト | 東証 | Y!ファイナンス | 日経 |
| 184A   | 学びエイド                                 | 情報・通信業         | 東京都         | 2015年05月  | 2024年05月 | 公式ウェブサイト | 東証 | Y!ファイナンス | 日経 |
| 186A   | アストロスケールホールディングス           | サービス業           | 東京都         | 2018年11月  | 2024年06月 | 公式ウェブサイト | 東証 | Y!ファイナンス | 日経 |
| 189A   | D&Mカンパニー                              | サービス業           | 大阪府         | 2015年11月  | 2024年06月 | 公式ウェブサイト | 東証 | Y!ファイナンス | 日経 |
| 190A   | Chordia Therapeutics                       | 医薬品               | 神奈川県       | 2017年10月  | 2024年06月 | 公式ウェブサイト | 東証 | Y!ファイナンス | 日経 |
| 192A   | インテグループ                             | サービス業           | 東京都         | 2007年06月  | 2024年06月 | 公式ウェブサイト | 東証 | Y!ファイナンス | 日経 |
| 194A   | WOLVES HAND                                | サービス業           | 大阪府         | 2019年04月  | 2024年06月 | 公式ウェブサイト | 東証 | Y!ファイナンス | 日経 |
| 195A   | ライスカレー                               | サービス業           | 東京都         | 2016年04月  | 2024年06月 | 公式ウェブサイト | 東証 | Y!ファイナンス | 日経 |
| 196A   | MFS                                        | その他金融業         | 東京都         | 2009年07月  | 2024年06月 | 公式ウェブサイト | 東証 | Y!ファイナンス | 日経 |
| 198A   | PostPrime                                  | 情報・通信業         | 東京都         | 2020年09月  | 2024年06月 | 公式ウェブサイト | 東証 | Y!ファイナンス | 日経 |
| 202A   | 豆蔵デジタルホールディングス               | 情報・通信業         | 東京都         | 2020年11月  | 2024年06月 | 公式ウェブサイト | 東証 | Y!ファイナンス | 日経 |
| 205A   | ロゴスホールディングス                     | 建設業               | 北海道         | 2020年07月  | 2024年06月 | 公式ウェブサイト | 東証 | Y!ファイナンス | 日経 |
| 206A   | PRISM BioLab                               | 医薬品               | 神奈川県       | 2012年04月  | 2024年07月 | 公式ウェブサイト | 東証 | Y!ファイナンス | 日経 |
| 215A   | タイミー                                   | サービス業           | 東京都         | 2017年08月  | 2024年07月 | 公式ウェブサイト | 東証 | Y!ファイナンス | 日経 |
| 218A   | Liberaware                                 | 精密機器             | 千葉県         | 2016年08月  | 2024年07月 | 公式ウェブサイト | 東証 | Y!ファイナンス | 日経 |
| 219A   | Heartseed                                  | 医薬品               | 東京都         | 2015年11月  | 2024年07月 | 公式ウェブサイト | 東証 | Y!ファイナンス | 日経 |
| 228A   | オプロ                                     | 情報・通信業         | 東京都         | 1997年04月  | 2024年08月 | 公式ウェブサイト | 東証 | Y!ファイナンス | 日経 |
| 241A   | ROXX                                       | 情報・通信業         | 東京都         | 2013年09月  | 2024年09月 | 公式ウェブサイト | 東証 | Y!ファイナンス | 日経 |
| 244A   | グロースエクスパートナーズ                 | 情報・通信業         | 東京都         | 2008年07月  | 2024年09月 | 公式ウェブサイト | 東証 | Y!ファイナンス | 日経 |
| 245A   | INGS                                       | 小売業               | 東京都         | 2009年03月  | 2024年09月 | 公式ウェブサイト | 東証 | Y!ファイナンス | 日経 |
| 246A   | アスア                                     | サービス業           | 愛知県         | 1994年07月  | 2024年09月 | 公式ウェブサイト | 東証 | Y!ファイナンス | 日経 |
| 247A   | Aiロボティクス                             | 化学                 | 東京都         | 2016年04月  | 2024年09月 | 公式ウェブサイト | 東証 | Y!ファイナンス | 日経 |
| 248A   | キッズスター                               | 情報・通信業         | 東京都         | 2014年10月  | 2024年09月 | 公式ウェブサイト | 東証 | Y!ファイナンス | 日経 |
| 260A   | オルツ                                     | 情報・通信業         | 東京都         | 2014年11月  | 2024年10月 | 公式ウェブサイト | 東証 | Y!ファイナンス | 日経 |
| 264A   | Schoo                                      | サービス業           | 東京都         | 2011年10月  | 2024年10月 | 公式ウェブサイト | 東証 | Y!ファイナンス | 日経 |
| 265A   | Hmcomm                                     | 情報・通信業         | 東京都         | 2012年07月  | 2024年10月 | 公式ウェブサイト | 東証 | Y!ファイナンス | 日経 |
| 269A   | Sapeet                                     | 情報・通信業         | 東京都         | 2016年03月  | 2024年10月 | 公式ウェブサイト | 東証 | Y!ファイナンス | 日経 |
| 276A   | ククレブ・アドバイザーズ                   | 不動産業             | 東京都         | 2019年07月  | 2024年11月 | 公式ウェブサイト | 東証 | Y!ファイナンス | 日経 |
| 277A   | グロービング                               | サービス業           | 東京都         | 2017年01月  | 2024年11月 | 公式ウェブサイト | 東証 | Y!ファイナンス | 日経 |
| 278A   | Terra Drone                                | 精密機器             | 東京都         | 2016年02月  | 2024年11月 | 公式ウェブサイト | 東証 | Y!ファイナンス | 日経 |
| 280A   | TMH                                        | 卸売業               | 大分県         | 2012年03月  | 2024年12月 | 公式ウェブサイト | 東証 | Y!ファイナンス | 日経 |
| 281A   | インフォメティス                           | 情報・通信業         | 東京都         | 2013年04月  | 2024年12月 | 公式ウェブサイト | 東証 | Y!ファイナンス | 日経 |
| 286A   | ユカリア                                   | サービス業           | 東京都         | 2005年02月  | 2024年12月 | 公式ウェブサイト | 東証 | Y!ファイナンス | 日経 |
| 288A   | ラクサス・テクノロジーズ                   | サービス業           | 広島県         | 2006年08月  | 2024年12月 | 公式ウェブサイト | 東証 | Y!ファイナンス | 日経 |
| 290A   | Synspective                                | 情報・通信業         | 東京都         | 2018年02月  | 2024年12月 | 公式ウェブサイト | 東証 | Y!ファイナンス | 日経 |
| 291A   | リスキル                                   | サービス業           | 東京都         | 2022年05月  | 2024年12月 | 公式ウェブサイト | 東証 | Y!ファイナンス | 日経 |
| 296A   | 令和アカウンティング・ホールディングス     | サービス業           | 東京都         | 2004年08月  | 2024年12月 | 公式ウェブサイト | 東証 | Y!ファイナンス | 日経 |
| 298A   | GVA TECH                                   | 情報・通信業         | 東京都         | 2017年01月  | 2024年12月 | 公式ウェブサイト | 東証 | Y!ファイナンス | 日経 |
| 299A   | dely                                       | サービス業           | 東京都         | 2014年04月  | 2024年12月 | 公式ウェブサイト | 東証 | Y!ファイナンス | 日経 |
| 302A   | ビースタイルホールディングス               | サービス業           | 東京都         | 2020年02月  | 2024年12月 | 公式ウェブサイト | 東証 | Y!ファイナンス | 日経 |
| 303A   | visumo                                     | 情報・通信業         | 東京都         | 2019年04月  | 2024年12月 | 公式ウェブサイト | 東証 | Y!ファイナンス | 日経 |
| 304A   | フォルシア                                 | 情報・通信業         | 東京都         | 2001年03月  | 2024年12月 | 公式ウェブサイト | 東証 | Y!ファイナンス | 日経 |
| 319A   | 技術承継機構                               | 金属製品             | 東京都         | 2018年07月  | 2025年02月 | 公式ウェブサイト | 東証 | Y!ファイナンス | 日経 |
| 323A   | フライヤー                                 | 情報・通信業         | 東京都         | 2013年06月  | 2025年02月 | 公式ウェブサイト | 東証 | Y!ファイナンス | 日経 |
| 324A   | ブッキングリゾート                         | サービス業           | 大阪府         | 2013年05月  | 2025年02月 | 公式ウェブサイト | 東証 | Y!ファイナンス | 日経 |
| 325A   | TENTIAL                                    | 繊維製品             | 東京都         | 2018年02月  | 2025年02月 | 公式ウェブサイト | 東証 | Y!ファイナンス | 日経 |
| 330A   | TalentX                                    | 情報・通信業         | 東京都         | 2018年05月  | 2025年03月 | 公式ウェブサイト | 東証 | Y!ファイナンス | 日経 |
| 332A   | ミーク                                     | 情報・通信業         | 東京都         | 2019年03月  | 2025年03月 | 公式ウェブサイト | 東証 | Y!ファイナンス | 日経 |
| 334A   | ビジュアル・プロセッシング・ジャパン       | 情報・通信業         | 東京都         | 1994年01月  | 2025年03月 | 公式ウェブサイト | 東証 | Y!ファイナンス | 日経 |
| 335A   | ミライロ                                   | 情報・通信業         | 大阪府         | 2010年06月  | 2025年03月 | 公式ウェブサイト | 東証 | Y!ファイナンス | 日経 |
| 336A   | ダイナミックマッププラットフォーム         | 情報・通信業         | 東京都         | 2016年06月  | 2025年03月 | 公式ウェブサイト | 東証 | Y!ファイナンス | 日経 |
| 338A   | ZenmuTech                                  | 情報・通信業         | 東京都         | 2014年03月  | 2025年03月 | 公式ウェブサイト | 東証 | Y!ファイナンス | 日経 |
| 339A   | プログレス・テクノロジーズ グループ        | サービス業           | 東京都         | 2020年06月  | 2025年03月 | 公式ウェブサイト | 東証 | Y!ファイナンス | 日経 |
| 340A   | ジグザグ                                   | 情報・通信業         | 東京都         | 2015年06月  | 2025年03月 | 公式ウェブサイト | 東証 | Y!ファイナンス | 日経 |
| 341A   | トヨコー                                   | 建設業               | 静岡県         | 1996年03月  | 2025年03月 | 公式ウェブサイト | 東証 | Y!ファイナンス | 日経 |
| 350A   | デジタルグリッド                           | 電気・ガス業         | 東京都         | 2017年10月  | 2025年04月 | 公式ウェブサイト | 東証 | Y!ファイナンス | 日経 |
| 352A   | LIFE CREATE                                | サービス業           | 北海道         | 2008年04月  | 2025年04月 | 公式ウェブサイト | 東証 | Y!ファイナンス | 日経 |
| 366A   | ウェルネス・コミュニケーションズ           | サービス業           | 東京都         | 2006年07月  | 2025年06月 | 公式ウェブサイト | 東証 | Y!ファイナンス | 日経 |
| 369A   | エータイ                                   | サービス業           | 東京都         | 2004年10月  | 2025年06月 | 公式ウェブサイト | 東証 | Y!ファイナンス | 日経 |
| 373A   | リップス                                   | 化学                 | 東京都         | 2004年10月  | 2025年06月 | 公式ウェブサイト | 東証 | Y!ファイナンス | 日経 |
| 378A   | ヒット                                     | サービス業           | 東京都         | 1991年2月   | 2025年07月 | 公式ウェブサイト | 東証 | Y!ファイナンス | 日経 |
| 387A   | フラー                                     | 情報・通信業         | 千葉県、新潟県 | 2011年11月  | 2025年07月 | 公式ウェブサイト | 東証 | Y!ファイナンス | 日経 |